# Jul (Rapper)/Diskografie
Diese Diskografie ist eine Übersicht über die musikalischen Werke des französischen Rappers Jul. Den Schallplattenauszeichnungen zufolge hat er bisher mehr als 39,6 Millionen Tonträger verkauft. Seine erfolgreichsten Veröffentlichungen sind die Studioalben My World, Émotions, L’Ovni und Rien 100 Rien mit je über 500.000 verkauften Einheiten.

## Alben

### Studioalben
| Jahr | Titel Musiklabel                               | Höchstplatzierung, Gesamtwochen, AuszeichnungChartplatzierungen (Jahr, Titel, Musiklabel, Platzierungen, Wochen, Auszeichnungen, Anmerkungen) | Höchstplatzierung, Gesamtwochen, AuszeichnungChartplatzierungen (Jahr, Titel, Musiklabel, Platzierungen, Wochen, Auszeichnungen, Anmerkungen) | Höchstplatzierung, Gesamtwochen, AuszeichnungChartplatzierungen (Jahr, Titel, Musiklabel, Platzierungen, Wochen, Auszeichnungen, Anmerkungen) | Anmerkungen                                                 |
| Jahr | Titel Musiklabel                               | FR | BEW | CH | Anmerkungen                                                 |
| ---- | ---------------------------------------------- | --- | --- | --- | ----------------------------------------------------------- |
| 2014 | Dans ma paranoïa Liga One Industry             | FR7 ×3Dreifachplatin · (36 Wo.)FR | BEW56 (57 Wo.)BEW | — | Erstveröffentlichung: 24. Februar 2014 Verkäufe: + 300.000  |
| 2014 | Je trouve pas le sommeil Liga One Industry     | FR8 ×2Doppelplatin · (43 Wo.)FR | BEW76 (34 Wo.)BEW | — | Erstveröffentlichung: 8. Dezember 2014 Verkäufe: + 200.000  |
| 2015 | Je tourne en rond Liga One Industry            | FR2 ×2Doppelplatin · (43 Wo.)FR | BEW21 (13 Wo.)BEW | — | Erstveröffentlichung: 8. Juni 2015 Verkäufe: + 200.000      |
| 2015 | My World D’Or et de Platine                    | FR1 Diamant · (101 Wo.)FR | BEW16 (126 Wo.)BEW | — | Erstveröffentlichung: 4. Dezember 2015 Verkäufe: + 500.000  |
| 2016 | Émotions D’Or et de Platine                    | FR1 Diamant · (105 Wo.)FR | BEW3 (29 Wo.)BEW | — | Erstveröffentlichung: 24. Juni 2016 Verkäufe: + 500.000     |
| 2016 | L’Ovni D’Or et de Platine                      | FR1 Diamant · (104 Wo.)FR | BEW11 (35 Wo.)BEW | CH52 (1 Wo.)CH | Erstveröffentlichung: 2. Dezember 2016 Verkäufe: + 500.000  |
| 2017 | Je ne me vois pas briller D’Or et de Platine   | FR1 ×3Dreifachplatin · (81 Wo.)FR | BEW2 (25 Wo.)BEW | CH24 (1 Wo.)CH | Erstveröffentlichung: 30. Juni 2017 Verkäufe: + 300.000     |
| 2017 | La tête dans les nuages D’Or et de Platine     | FR3 ×3Dreifachplatin · (87 Wo.)FR | BEW21 (32 Wo.)BEW | CH51 (1 Wo.)CH | Erstveröffentlichung: 1. Dezember 2017 Verkäufe: + 300.000  |
| 2018 | Inspi d’ailleurs D’Or et de Platine            | FR1 ×3Dreifachplatin · (113 Wo.)FR | BEW4 (23 Wo.)BEW | CH20 (2 Wo.)CH | Erstveröffentlichung: 29. Juni 2018 Verkäufe: + 300.000     |
| 2018 | La zone en personne D’Or et de Platine         | FR2 ×3Dreifachplatin · (155 Wo.)FR | BEW22 (73 Wo.)BEW | CH50 (2 Wo.)CH | Erstveröffentlichung: 7. Dezember 2018 Verkäufe: + 300.000  |
| 2019 | Rien 100 Rien D’Or et de Platine               | FR2 Diamant · (156 Wo.)FR | BEW4 (96 Wo.)BEW | CH13 (7 Wo.)CH | Erstveröffentlichung: 14. Juni 2019 Verkäufe: + 500.000     |
| 2019 | C’est pas des LOL D’Or et de Platine           | FR1 ×3Dreifachplatin · (152 Wo.)FR | BEW17 (68 Wo.)BEW | CH20 (3 Wo.)CH | Erstveröffentlichung: 6. Dezember 2019 Verkäufe: + 300.000  |
| 2020 | La machine D’Or et de Platine                  | FR1 ×3Dreifachplatin · (152 Wo.)FR | BEW1 (39 Wo.)BEW | CH3 (6 Wo.)CH | Erstveröffentlichung: 19. Juni 2020 Verkäufe: + 300.000     |
| 2020 | Loin du monde D’Or et de Platine               | FR1 ×2Doppelplatin · (146 Wo.)FR | BEW7 (49 Wo.)BEW | CH17 (5 Wo.)CH | Erstveröffentlichung: 18. Dezember 2020 Verkäufe: + 200.000 |
| 2021 | Demain ça ira D’Or et de Platine               | FR1 ×3Dreifachplatin · (153 Wo.)FR | BEW1 (54 Wo.)BEW | CH5 (9 Wo.)CH | Erstveröffentlichung: 25. Juni 2021 Verkäufe: + 300.000     |
| 2021 | Indépendance D’Or et de Platine                | FR4 ×2Doppelplatin · (154 Wo.)FR | BEW9 (47 Wo.)BEW | CH13 (5 Wo.)CH | Erstveröffentlichung: 10. Dezember 2021 Verkäufe: + 200.000 |
| 2022 | Extraterrestre D’Or et de Platine              | FR1 ×3Dreifachplatin · (… Wo.)FR | BEW1 (30 Wo.)BEW | CH4 (7 Wo.)CH | Erstveröffentlichung: 3. Juni 2022 Verkäufe: + 300.000      |
| 2022 | Cœur blanc D’Or et de Platine                  | FR1 ×2Doppelplatin · (… Wo.)FR | BEW3 (54 Wo.)BEW | CH3 (12 Wo.)CH | Erstveröffentlichung: 9. Dezember 2022 Verkäufe: + 200.000  |
| 2023 | C’est quand qu’il s’éteint? D’Or et de Platine | FR1 ×2Doppelplatin · (… Wo.)FR | BEW1 (29 Wo.)BEW | CH5 (3 Wo.)CH | Erstveröffentlichung: 9. Juni 2023 Verkäufe: + 200.000      |
| 2023 | La route est longue D’Or et de Platine         | FR1 ×2Doppelplatin · (… Wo.)FR | BEW2 (40 Wo.)BEW | CH3 (7 Wo.)CH | Erstveröffentlichung: 8. Dezember 2023 Verkäufe: + 200.000  |
| 2024 | Décennie D’Or et de Platine                    | FR1 Platin · (… Wo.)FR | BEW2 (26 Wo.)BEW | CH7 (… Wo.)CH | Erstveröffentlichung: 19. Januar 2024 Verkäufe: + 100.000   |
| 2024 | Mise à jour D’Or et de Platine                 | FR1 Platin · (… Wo.)FR | BEW4 (23 Wo.)BEW | CH7 (7 Wo.)CH | Erstveröffentlichung: 7. Juni 2024 Verkäufe: + 100.000      |
| 2024 | Inarrêtable D’Or et de Platine                 | FR1 Platin · (… Wo.)FR | BEW9 (24 Wo.)BEW | CH6 (4 Wo.)CH | Erstveröffentlichung: 6. Dezember 2024 Verkäufe: + 100.000  |
| 2025 | D&P à vie D’Or et de Platine                   | FR1 ×2Doppelplatin · (… Wo.)FR | BEW3 (… Wo.)BEW | CH4 (6 Wo.)CH | Erstveröffentlichung: 25. April 2025 Verkäufe: + 200.000    |

### Mixtapes
| Jahr | Titel Musiklabel                        | Höchstplatzierung, Gesamtwochen, AuszeichnungChartplatzierungen (Jahr, Titel, Musiklabel, Platzierungen, Wochen, Auszeichnungen, Anmerkungen) | Höchstplatzierung, Gesamtwochen, AuszeichnungChartplatzierungen (Jahr, Titel, Musiklabel, Platzierungen, Wochen, Auszeichnungen, Anmerkungen) | Höchstplatzierung, Gesamtwochen, AuszeichnungChartplatzierungen (Jahr, Titel, Musiklabel, Platzierungen, Wochen, Auszeichnungen, Anmerkungen) | Anmerkungen                                               |
| Jahr | Titel Musiklabel                        | FR | BEW | CH | Anmerkungen                                               |
| ---- | --------------------------------------- | --- | --- | --- | --------------------------------------------------------- |
| 2014 | Lacrizeomic Liga One Industry           | FR4 Platin · (36 Wo.)FR | BEW69 (19 Wo.)BEW | — | Erstveröffentlichung: 23. Juni 2014 Verkäufe: + 100.000   |
| 2015 | Lacrizeomicmek Liga One Industry        | FR184 (5 Wo.)FR | — | — | Erstveröffentlichung: Februar 2015 Charteinstieg FR: 2017 |
| 2016 | Album Gratuit Vol. 1 D’Or et de Platine | FR95 ×2Doppelplatin · (50 Wo.)FR | — | — | Erstveröffentlichung: 1. April 2016 Verkäufe: + 200.000   |
| 2016 | Album Gratuit Vol. 2 D’Or et de Platine | — | — | — | Erstveröffentlichung: 15. September 2016                  |
| 2017 | Album Gratuit Vol. 3 D’Or et de Platine | — | — | — | Erstveröffentlichung: 20. März 2017                       |
| 2017 | Album Gratuit Vol. 4 D’Or et de Platine | — | — | — | Erstveröffentlichung: 15. September 2017                  |
| 2019 | Album Gratuit Vol. 5 D’Or et de Platine | — | — | — | Erstveröffentlichung: 1. März 2019                        |
| 2021 | Album Gratuit Vol. 6 D’Or et de Platine | FR4 Gold · (25 Wo.)FR | BEW18 (13 Wo.)BEW | — | Erstveröffentlichung: 26. Februar 2021 Verkäufe: + 50.000 |
| 2023 | Album Gratuit Vol. 7 D’Or et de Platine | FR15 (13 Wo.)FR | BEW107 (6 Wo.)BEW | — | Erstveröffentlichung: 20. März 2023                       |

## Singles

### Als Leadmusiker
| Jahr | Titel Album                                          | Höchstplatzierung, Gesamtwochen, AuszeichnungChartplatzierungen (Jahr, Titel, Album, Platzierungen, Wochen, Auszeichnungen, Anmerkungen) | Höchstplatzierung, Gesamtwochen, AuszeichnungChartplatzierungen (Jahr, Titel, Album, Platzierungen, Wochen, Auszeichnungen, Anmerkungen) | Höchstplatzierung, Gesamtwochen, AuszeichnungChartplatzierungen (Jahr, Titel, Album, Platzierungen, Wochen, Auszeichnungen, Anmerkungen) | Anmerkungen |
| Jahr | Titel Album                                          | FR | BEW | CH | Anmerkungen |
| --- | ---------------------------------------------------- | --- | --- | --- | --- |
| 2014 | Dans ma paranoïa                                     | FR23 (32 Wo.)FR | — | — | Erstveröffentlichung: 17. Januar 2014                                                                                                  |
| 2014 | Tu la love Dans ma paranoïa                          | FR72 Diamant · (44 Wo.)FR | — | — | Erstveröffentlichung: 3. März 2014 Verkäufe: + 333.333                                                                                 |
| 2014 | J’oublie tout Dans ma paranoïa                       | FR58 Diamant · (112 Wo.)FR | — | — | Erstveröffentlichung: 17. März 2014 Verkäufe: + 333.333                                                                                |
| 2014 | Ça me dégoûte Lacrizeomic                            | FR49 (14 Wo.)FR | — | — | Erstveröffentlichung: 7. April 2014 |
| 2014 | Briganté Lacrizeomic                                 | FR20 Gold · (20 Wo.)FR | — | — | Erstveröffentlichung: 20. Mai 2014 Verkäufe: + 100.000                                                                                 |
| 2014 | Señora Je trouve pas le sommeil                      | FR24 Platin · (23 Wo.)FR | — | — | Erstveröffentlichung: 28. Juli 2014 Verkäufe: + 200.000                                                                                |
| 2014 | Nique-le Je trouve pas le sommeil                    | FR92 (5 Wo.)FR | — | — | Erstveröffentlichung: 29. Oktober 2014                                                                                                 |
| 2014 | Je trouve pas le sommeil                             | FR41 (15 Wo.)FR | — | — | Erstveröffentlichung: 24. November 2014                                                                                                |
| 2015 | Je tourne en rond                                    | FR28 (18 Wo.)FR | — | — | Erstveröffentlichung: 25. April 2015                                                                                                   |
| 2015 | Fais le moonwalk –                                   | FR50 (12 Wo.)FR | — | — | Erstveröffentlichung: 22. Juni 2015 mit DJ Abdel & Soprano                                                                             |
| 2015 | En y My World                                        | FR14 (22 Wo.)FR | — | — | Erstveröffentlichung: 6. November 2015                                                                                                 |
| 2015 | Wesh alors My World                                  | FR25 (22 Wo.)FR | — | — | Erstveröffentlichung: 17. November 2015                                                                                                |
| 2016 | My World My World (réédition)                        | FR10 Platin · (13 Wo.)FR | — | — | Erstveröffentlichung: 5. Februar 2016 Verkäufe: + 200.000                                                                              |
| 2016 | Émotions                                             | FR15 Platin · (14 Wo.)FR | — | — | Erstveröffentlichung: 11. Juni 2016 Verkäufe: + 133.333                                                                                |
| 2016 | Allez le sang Émotions                               | FR57 Gold · (2 Wo.)FR | — | — | Erstveröffentlichung: 24. Juni 2016 Verkäufe: + 66.667                                                                                 |
| 2016 | Mon bijou Émotions                                   | FR16 Diamant · (32 Wo.)FR | — | — | Erstveröffentlichung: 15. Juli 2016 Verkäufe: + 233.333                                                                                |
| 2016 | C’est le son de la gratte L’Ovni                     | FR63 Platin · (8 Wo.)FR | — | — | Erstveröffentlichung: 9. November 2016 Verkäufe: + 200.000                                                                             |
| 2016 | On m’appelle l’Ovni L’Ovni                           | FR18 Platin · (26 Wo.)FR | — | — | Erstveröffentlichung: 3. Dezember 2016 Verkäufe: + 133.333                                                                             |
| 2016 | Qui a dit? L’Ovni                                    | FR119 Gold · (5 Wo.)FR | — | — | Erstveröffentlichung: 24. Dezember 2016 Verkäufe: + 66.667                                                                             |
| 2017 | Je suis comme toi –                                  | FR100 (7 Wo.)FR | — | — | Erstveröffentlichung: 8. Februar 2017                                                                                                  |
| 2017 | Imagine –                                            | FR43 Gold · (7 Wo.)FR | — | — | Erstveröffentlichung: 21. März 2017 Verkäufe: + 100.000                                                                                |
| 2017 | Elle et l’autre L’Ovni                               | FR39 Diamant · (28 Wo.)FR | — | — | Erstveröffentlichung: 9. März 2017 Verkäufe: + 333.333                                                                                 |
| 2017 | Je ne me vois pas briller                            | FR17 Platin · (27 Wo.)FR | — | — | Erstveröffentlichung: 17. Mai 2017 Verkäufe: + 200.000                                                                                 |
| 2017 | Ma jolie Je ne me vois pas briller                   | FR4 Diamant · (27 Wo.)FR | — | — | Erstveröffentlichung: 30. Juni 2017 Verkäufe: + 333.333                                                                                |
| 2017 | La tête dans les nuages                              | FR27 Platin · (17 Wo.)FR | — | — | Erstveröffentlichung: 23. Oktober 2017 Verkäufe: + 200.000                                                                             |
| 2018 | Amigo La tête dans les nuages                        | FR35 Gold · (10 Wo.)FR | — | — | Erstveröffentlichung: 4. Januar 2018 Verkäufe: + 100.000                                                                               |
| 2018 | Henrico La tête dans les nuages                      | FR93 Platin · (11 Wo.)FR | — | — | Erstveröffentlichung: 4. Januar 2018 Verkäufe: + 200.000                                                                               |
| 2018 | Délicieuse La tête dans les nuages                   | FR26 Platin · (16 Wo.)FR | — | — | Erstveröffentlichung: 5. Januar 2018 Verkäufe: + 200.000                                                                               |
| 2018 | Temps d’avant La tête dans les nuages                | FR90 (2 Wo.)FR | — | — | Erstveröffentlichung: 12. Januar 2018                                                                                                  |
| 2018 | Inspi d’ailleurs                                     | FR23 Platin · (9 Wo.)FR | — | — | Erstveröffentlichung: 15. Juni 2018 Verkäufe: + 200.000                                                                                |
| 2018 | Fais moi la passe Inspi d’ailleurs                   | FR44 (6 Wo.)FR | — | — | Erstveröffentlichung: 15. Juni 2018 |
| 2018 | Coup de genoux Inspi d’ailleurs                      | FR42 Gold · (5 Wo.)FR | — | — | Erstveröffentlichung: 2. Juli 2018 Verkäufe: + 100.000                                                                                 |
| 2018 | Toto et Ninetta Inspi d’ailleurs                     | FR1 Diamant · (22 Wo.)FR | — | CH85 (1 Wo.)CH | Erstveröffentlichung: 17. August 2018 Verkäufe: + 333.333; Charteinstieg in CH erst 2021                                               |
| 2018 | Quelqu’un d’autre t’aimera Inspi d’ailleurs          | FR32 Gold · (5 Wo.)FR | — | — | Erstveröffentlichung: 10. September 2018 Verkäufe: + 100.000; feat. Alonzo                                                             |
| 2018 | Je pilote Inspi d’ailleurs                           | FR61 (2 Wo.)FR | — | — | Erstveröffentlichung: 10. Oktober 2018                                                                                                 |
| 2018 | Poussette La zone en personne                        | FR20 Gold · (11 Wo.)FR | — | — | Erstveröffentlichung: 2. November 2018 Verkäufe: + 100.000                                                                             |
| 2018 | Ma che beauté La zone en personne                    | FR11 Platin · (15 Wo.)FR | — | — | Erstveröffentlichung: 4. Dezember 2018 Verkäufe: + 200.000                                                                             |
| 2019 | Pablito La zone en personne                          | FR58 (3 Wo.)FR | — | — | Erstveröffentlichung: 25. Januar 2019                                                                                                  |
| 2019 | Chiron La zone en personne                           | FR57 Gold · (4 Wo.)FR | — | — | Erstveröffentlichung: 14. Februar 2019 Verkäufe: + 100.000                                                                             |
| 2019 | JCVD Rien 100 rien                                   | FR4 Diamant · (70 Wo.)FR | — | — | Erstveröffentlichung: 14. Juni 2019 Verkäufe: + 333.333                                                                                |
| 2019 | La bandite Rien 100 rien                             | FR9 Diamant · (132 Wo.)FR | — | — | Erstveröffentlichung: 23. Juni 2019 Verkäufe: + 333.333                                                                                |
| 2019 | La machine Rien 100 rien                             | FR79 (2 Wo.)FR | — | — | Erstveröffentlichung: 7. Juli 2019 |
| 2019 | Salvatrucha Rien 100 rien                            | FR11 Platin · (12 Wo.)FR | — | — | Erstveröffentlichung: 3. August 2019 Verkäufe: + 200.000                                                                               |
| 2019 | Sakakini Rien 100 rien                               | FR68 (2 Wo.)FR | — | — | Erstveröffentlichung: 13. August 2019                                                                                                  |
| 2019 | C’est pas des LOL                                    | FR30 Platin · (20 Wo.)FR | — | — | Erstveröffentlichung: 10. September 2019 Verkäufe: + 200.000                                                                           |
| 2019 | Ibiza C’est pas des LOL                              | FR9 Diamant · (19 Wo.)FR | — | — | Erstveröffentlichung: 8. November 2019 Verkäufe: + 333.333; feat. Jimmy Sax                                                            |
| 2019 | Beuh magique C’est pas des LOL                       | FR23 Gold · (9 Wo.)FR | — | — | Erstveröffentlichung: 6. Dezember 2019 Verkäufe: + 100.000                                                                             |
| 2019 | Pow pow C’est pas des LOL                            | FR29 Diamant · (29 Wo.)FR | — | — | Erstveröffentlichung: 13. Dezember 2019 Verkäufe: + 333.333                                                                            |
| 2020 | Sousou La machine                                    | FR3 Diamant · (43 Wo.)FR | — | — | Erstveröffentlichung: 26. März 2020 Verkäufe: + 333.333                                                                                |
| 2020 | Fait d’or La machine                                 | FR19 Gold · (9 Wo.)FR | — | — | Erstveröffentlichung: 9. Mai 2020 Verkäufe: + 100.000                                                                                  |
| 2020 | Folie La machine                                     | FR3 Platin · (16 Wo.)FR | — | — | Erstveröffentlichung: 27. Mai 2020 Verkäufe: + 200.000                                                                                 |
| 2020 | Italia La machine                                    | FR2 Diamant · (25 Wo.)FR | BEW41 (1 Wo.)BEW | CH56 (2 Wo.)CH | Erstveröffentlichung: 19. Juni 2020 Verkäufe: + 333.333                                                                                |
| 2020 | Ça sent bon La machine                               | FR8 Gold · (10 Wo.)FR | — | — | Erstveröffentlichung: 18. Juli 2020 Verkäufe: + 100.000                                                                                |
| 2020 | Bande organisée 13 Organisé                          | FR1 Diamant · (228 Wo.)FR | BEW2 Platin · (24 Wo.)BEW | CH7 (20 Wo.)CH | Erstveröffentlichung: 14. August 2020 Verkäufe: + 353.333 feat. Sch, Naps, Kofs, Elams, Solda, Houari & Soso Maness                    |
| 2020 | Mother Fuck Loin du monde                            | FR1 Diamant · (29 Wo.)FR | BEW32 (5 Wo.)BEW | CH59 (4 Wo.)CH | Erstveröffentlichung: 11. Dezember 2020 Verkäufe: + 333.333 mit Sch                                                                    |
| 2021 | Irréversible –                                       | FR29 (5 Wo.)FR | — | — | Erstveröffentlichung: 21. Mai 2021 |
| 2021 | Alors la zone Demain ça ira                          | FR4 Diamant · (28 Wo.)FR | — | — | Erstveröffentlichung: 7. Juni 2021 Verkäufe: + 333.333                                                                                 |
| 2021 | Je n’ai pas que des potes Demain ça ira              | FR16 (6 Wo.)FR | — | — | Erstveröffentlichung: 18. Juni 2021 |
| 2021 | Le bouton Demain ça ira                              | FR11 Gold · (6 Wo.)FR | — | — | Erstveröffentlichung: 24. Juni 2021 Verkäufe: + 100.000                                                                                |
| 2021 | Pic et Pic Alcool et Drame Demain ça ira             | FR3 Diamant · (57 Wo.)FR | — | — | Erstveröffentlichung: 4. Juli 2021 Verkäufe: + 333.333                                                                                 |
| 2021 | Ma casio Indépendance                                | FR43 Platin · (14 Wo.)FR | — | — | Erstveröffentlichung: 30. November 2021 Verkäufe: + 200.000                                                                            |
| 2022 | La recette –                                         | FR75 Gold · (13 Wo.)FR | — | — | Erstveröffentlichung: 10. Januar 2022 Verkäufe: + 100.000                                                                              |
| 2022 | Ça tourne dans ma tête Extraterrestre                | FR12 Gold · (17 Wo.)FR | — | — | Erstveröffentlichung: 6. Mai 2022 Verkäufe: + 100.000                                                                                  |
| 2022 | Superstar Extraterrestre                             | FR5 Diamant · (27 Wo.)FR | — | — | Erstveröffentlichung: 19. Mai 2022 Verkäufe: + 333.333                                                                                 |
| 2022 | Ma belle –                                           | FR101 (2 Wo.)FR | — | — | Erstveröffentlichung: 28. Juli 2022 |
| 2022 | Baïla –                                              | FR24 (8 Wo.)FR | — | — | Erstveröffentlichung: 20. September 2022                                                                                               |
| 2022 | Namek Cœur blanc                                     | FR2 Platin · (27 Wo.)FR | BEW50 (1 Wo.)BEW | CH42 (1 Wo.)CH | Erstveröffentlichung: 18. November 2022 Verkäufe: + 200.000; feat. Omah Lay                                                            |
| 2023 | Keyser Söze Album Gratuit Vol. 7                     | FR66 (2 Wo.)FR | — | — | Erstveröffentlichung: 2. März 2023 |
| 2023 | Bobo au corazon Album Gratuit Vol. 7                 | FR118 (1 Wo.)FR | — | — | Erstveröffentlichung: 3. März 2023 |
| 2023 | Tu me connais moi Album Gratuit Vol. 7               | FR144 (1 Wo.)FR | — | — | Erstveröffentlichung: 4. März 2023 |
| 2023 | Électrique Album Gratuit Vol. 7                      | FR190 (1 Wo.)FR | — | — | Erstveröffentlichung: 5. März 2023 |
| 2023 | Monstro Album Gratuit Vol. 7                         | FR167 (1 Wo.)FR | — | — | Erstveröffentlichung: 8. März 2023 |
| 2023 | Kusher Kush Album Gratuit Vol. 7                     | FR171 (1 Wo.)FR | — | — | Erstveröffentlichung: 9. März 2023 |
| 2023 | La Faille C’est quand qu’il s’éteint?                | FR2 Diamant · (43 Wo.)FR | — | — | Erstveröffentlichung: 12. Mai 2023 Verkäufe: + 333.333                                                                                 |
| 2023 | Ragnar C’est quand qu’il s’éteint?                   | FR13 Gold · (7 Wo.)FR | — | — | Erstveröffentlichung: 26. Mai 2023 Verkäufe: + 100.000                                                                                 |
| 2023 | Entraînement C’est quand qu’il s’éteint?             | FR3 Gold · (7 Wo.)FR | — | — | Erstveröffentlichung: 6. Juni 2023 Verkäufe: + 100.000                                                                                 |
| 2023 | Ha Ha Ha –                                           | FR87 (1 Wo.)FR | — | — | Erstveröffentlichung: 2. August 2023                                                                                                   |
| 2023 | J’fais Que Danser La route est longue                | FR18 Gold · (12 Wo.)FR | — | — | Erstveröffentlichung: 3. November 2023 Verkäufe: + 100.000                                                                             |
| 2023 | Sensations La route est longue                       | FR17 Gold · (8 Wo.)FR | — | — | Erstveröffentlichung: 24. November 2023 Verkäufe: + 100.000                                                                            |
| 2024 | Piccolo –                                            | FR181 (1 Wo.)FR | — | — | Erstveröffentlichung: 15. März 2024 mit Morad & Sativa Music                                                                           |
| 2024 | J’ai pris le mic Mise à jour                         | FR42 (4 Wo.)FR | — | — | Erstveröffentlichung: 8. Mai 2024 |
| 2024 | Bande organisée 2 13 Organisé 2                      | FR5 Gold · (10 Wo.)FR | — | CH68 (1 Wo.)CH | Erstveröffentlichung: 15. August 2024 Verkäufe: + 100.000; feat. Alonzo, Sch, Kofs, Soso Maness, Houari, Elams, Solda & Naps           |
| 2024 | Sous le soleil 13 Organisé 2                         | FR42 (4 Wo.)FR | — | — | Erstveröffentlichung: 6. September 2024 mit L’algerino feat. Sat, Fahar, Alonzo, Le Rat Luciano, Menzo, Don Choa, As Vicenzo & Soprano |
| 2024 | Mental 13 13 Organisé 2                              | FR93 (2 Wo.)FR | — | — | Erstveröffentlichung: 27. September 2024 mit So La Zone feat. TK, YL, Missan, Soso Maness, Kamikaz & Elams                             |
| 2024 | Un jour, je l’aurai Inarrêtable                      | FR13 Platin · (33 Wo.)FR | — | — | Erstveröffentlichung: 15. November 2024 Verkäufe: + 200.000                                                                            |
| 2025 | Phénoménal D&P à vie                                 | FR1 Platin · (… Wo.)FR | BEW29 (3 Wo.)BEW | CH62 (3 Wo.)CH | Erstveröffentlichung: 11. April 2025 Verkäufe: + 200.000                                                                               |
| 2025 | Corazon D&P à vie                                    | FR20 (… Wo.)FR | — | — | Erstveröffentlichung: 18. Juli 2025 feat. Gims                                                                                         |
| 2025 | Où on va ? D&P à vie                                 | FR90 (… Wo.)FR | — | — | Erstveröffentlichung: 30. Juli 2025 |
| 2025 | Toi et moi D&P à vie                                 | FR6 (… Wo.)FR | BEW45 (… Wo.)BEW | — | Erstveröffentlichung: 1. August 2025                                                                                                   |
| 2025 | Lunettes quartier D&P à vie                          | FR148 (… Wo.)FR | — | — | Erstveröffentlichung: 6. August 2025                                                                                                   |
| Folgende Lieder erschienen nicht als Single, wurden aber durch das Album zum Download und Streaming bereitgestellt und konnten somit eine Platzierung erlangen: |                                                      | | | | |
| |                                                      | | | | |
| 2014 | Tout seul Dans ma paranoïa                           | FR101 (1 Wo.)FR | — | — | Charteinstieg: 1. März 2014 |
| 2014 | Dans mon del Dans ma paranoïa                        | FR125 Platin · (7 Wo.)FR | — | — | Charteinstieg: 1. März 2014 Verkäufe: + 200.000                                                                                        |
| 2014 | Sort le cross volé Dans ma paranoïa                  | FR73 Gold · (17 Wo.)FR | — | — | Charteinstieg: 8. März 2014 Verkäufe: + 100.000                                                                                        |
| 2014 | Mon son vient d’ailleurs Dans ma paranoïa            | FR176 (8 Wo.)FR | — | — | Charteinstieg: 8. März 2014 |
| 2014 | Anti BDH Lacrizeomic                                 | FR143 (1 Wo.)FR | — | — | Charteinstieg: 28. Juni 2014 |
| 2014 | Magique Destin                                       | FR152 (2 Wo.)FR | — | — | Charteinstieg: 9. August 2014 |
| 2014 | J’m'évade Je trouve pas le sommeil                   | FR77 (6 Wo.)FR | — | — | Charteinstieg: 20. Dezember 2014 |
| 2014 | La fusée Je trouve pas le sommeil                    | FR63 Gold · (20 Wo.)FR | — | — | Charteinstieg: 20. Dezember 2014 Verkäufe: + 100.000                                                                                   |
| 2014 | La vida loca Je trouve pas le sommeil                | FR123 (1 Wo.)FR | — | — | Charteinstieg: 20. Dezember 2014 |
| 2014 | Seul en monde Je trouve pas le sommeil               | FR127 (1 Wo.)FR | — | — | Charteinstieg: 20. Dezember 2014 |
| 2014 | Ma Life Je trouve pas le sommeil                     | FR135 (1 Wo.)FR | — | — | Charteinstieg: 20. Dezember 2014 |
| 2014 | Message aux rageux Je trouve pas le sommeil          | FR140 (1 Wo.)FR | — | — | Charteinstieg: 20. Dezember 2014 |
| 2014 | Arrête de parler Je trouve pas le sommeil            | FR147 (1 Wo.)FR | — | — | Charteinstieg: 20. Dezember 2014 |
| 2014 | T’as le boule Je trouve pas le sommeil               | FR169 (1 Wo.)FR | — | — | Charteinstieg: 20. Dezember 2014 |
| 2014 | Pourquoi tu me fais le gros Je trouve pas le sommeil | FR172 (1 Wo.)FR | — | — | Charteinstieg: 20. Dezember 2014 feat. Liga One, Houari, Bilk, Kamikaz, Friz, Soso Maness, Veazy & Kalif                               |
| 2014 | Trop de vice Je trouve pas le sommeil                | FR179 (1 Wo.)FR | — | — | Charteinstieg: 20. Dezember 2014 |
| 2014 | Mets les en I Je trouve pas le sommeil               | FR195 (1 Wo.)FR | — | — | Charteinstieg: 20. Dezember 2014 feat. Le Rat Luciano                                                                                  |
| 2015 | Lady Je tourne en rond                               | FR58 (15 Wo.)FR | — | — | Charteinstieg: 20. Juni 2015 |
| 2015 | Goodbye Je tourne en rond                            | FR83 (2 Wo.)FR | — | — | Charteinstieg: 20. Juni 2015 |
| 2015 | Ils sont jaloux Je tourne en rond                    | FR85 (5 Wo.)FR | — | — | Charteinstieg: 20. Juni 2015 feat. Liga One, Friz, Kamikaz, Bilk, Houari & Veazy                                                       |
| 2015 | Gros Je tourne en rond                               | FR87 (2 Wo.)FR | — | — | Charteinstieg: 20. Juni 2015 |
| 2015 | Dans ma cité Je tourne en rond                       | FR105 (1 Wo.)FR | — | — | Charteinstieg: 20. Juni 2015 |
| 2015 | Ça vient de là Je tourne en rond                     | FR106 (1 Wo.)FR | — | — | Charteinstieg: 20. Juni 2015 |
| 2015 | Perdu Je tourne en rond                              | FR110 (1 Wo.)FR | — | — | Charteinstieg: 20. Juni 2015 |
| 2015 | Mon rêve Je tourne en rond                           | FR123 (1 Wo.)FR | — | — | Charteinstieg: 20. Juni 2015 |
| 2015 | Je finis seul Je tourne en rond                      | FR127 (1 Wo.)FR | — | — | Charteinstieg: 20. Juni 2015 |
| 2015 | Terter Je tourne en rond                             | FR133 (1 Wo.)FR | — | — | Charteinstieg: 20. Juni 2015 |
| 2015 | Je suis comme un autre Je tourne en rond             | FR136 (1 Wo.)FR | — | — | Charteinstieg: 20. Juni 2015 |
| 2015 | Vis mon malheur Je tourne en rond                    | FR137 (1 Wo.)FR | — | — | Charteinstieg: 20. Juni 2015 |
| 2015 | C’est ça que je te reproche Je tourne en rond        | FR139 (1 Wo.)FR | — | — | Charteinstieg: 20. Juni 2015 |
| 2015 | 1er dans la bataille Je tourne en rond               | FR145 (1 Wo.)FR | — | — | Charteinstieg: 20. Juni 2015 |
| 2015 | Plus de respect Je tourne en rond                    | FR162 (1 Wo.)FR | — | — | Charteinstieg: 20. Juni 2015 |
| 2015 | Tout droit Je tourne en rond                         | FR200 (1 Wo.)FR | — | — | Charteinstieg: 20. Juni 2015 |
| 2015 | Mercé My World                                       | FR85 (2 Wo.)FR | — | — | Charteinstieg: 5. Dezember 2015 feat. Benjamin Mendy et Mehdi                                                                          |
| 2015 | Pour les vaillants My World                          | FR193 (2 Wo.)FR | — | — | Charteinstieg: 5. Dezember 2015 |
| 2015 | Lova My World                                        | FR22 (11 Wo.)FR | — | — | Charteinstieg: 12. Dezember 2015 |
| 2015 | Encore des paroles My World                          | FR24 (13 Wo.)FR | — | — | Charteinstieg: 12. Dezember 2015 feat. Julie Gonzalez                                                                                  |
| 2015 | Amnésia My World                                     | FR30 (22 Wo.)FR | — | — | Charteinstieg: 12. Dezember 2015 |
| 2015 | Comme d’hab My World                                 | FR37 (18 Wo.)FR | — | — | Charteinstieg: 12. Dezember 2015 feat. Alonzo                                                                                          |
| 2015 | Mama My World                                        | FR38 (11 Wo.)FR | — | — | Charteinstieg: 12. Dezember 2015 |
| 2015 | Dans la légende My World                             | FR62 (6 Wo.)FR | — | — | Charteinstieg: 12. Dezember 2015 |
| 2015 | Mamasita My World                                    | FR63 (11 Wo.)FR | — | — | Charteinstieg: 12. Dezember 2015 |
| 2015 | Dans l’appart My World                               | FR97 (2 Wo.)FR | — | — | Charteinstieg: 12. Dezember 2015 |
| 2015 | Ils m’ignorent My World                              | FR100 Gold · (2 Wo.)FR | — | — | Charteinstieg: 12. Dezember 2015 Verkäufe: + 66.667                                                                                    |
| 2015 | Ne m’en voulez pas My World                          | FR110 (1 Wo.)FR | — | — | Charteinstieg: 12. Dezember 2015 |
| 2015 | Il me faut des billets My World                      | FR131 (1 Wo.)FR | — | — | Charteinstieg: 12. Dezember 2015 |
| 2015 | Ghost Rider My World                                 | FR132 (1 Wo.)FR | — | — | Charteinstieg: 12. Dezember 2015 |
| 2015 | C’est réel My World                                  | FR135 (1 Wo.)FR | — | — | Charteinstieg: 12. Dezember 2015 |
| 2015 | Pour les taulards My World                           | FR136 (1 Wo.)FR | — | — | Charteinstieg: 12. Dezember 2015 |
| 2015 | Dans le futur Je tourne en rond                      | FR138 (1 Wo.)FR | — | — | Charteinstieg: 12. Dezember 2015 |
| 2015 | La gâchette Je tourne en rond                        | FR163 (1 Wo.)FR | — | — | Charteinstieg: 12. Dezember 2015 feat. Houari                                                                                          |
| 2016 | Elle te balade My World (réédition)                  | FR3 Platin · (13 Wo.)FR | — | — | Charteinstieg: 12. März 2016 Verkäufe: + 133.333                                                                                       |
| 2016 | Le patron My World (réédition)                       | FR10 Gold · (5 Wo.)FR | — | — | Charteinstieg: 12. März 2016 Verkäufe: + 100.000                                                                                       |
| 2016 | C’est chaud My World (réédition)                     | FR14 (2 Wo.)FR | — | — | Charteinstieg: 12. März 2016 |
| 2016 | Coucou My World (réédition)                          | FR16 Platin · (7 Wo.)FR | — | — | Erstveröffentlichung: 4. März 2016 Verkäufe: + 200.000                                                                                 |
| 2016 | Du jour au lendemain My World (réédition)            | FR24 (3 Wo.)FR | — | — | Charteinstieg: 12. März 2016 |
| 2016 | La classe Émotions                                   | FR41 Diamant · (9 Wo.)FR | — | — | Erstveröffentlichung: 1. April 2016 Verkäufe: + 333.333                                                                                |
| 2016 | On est trop Émotions                                 | FR80 Platin · (10 Wo.)FR | — | — | Charteinstieg: 2. Juli 2016 Verkäufe: + 200.000; feat. Ghetto Phénomène                                                                |
| 2016 | Mon poto Émotions                                    | FR105 Gold · (2 Wo.)FR | — | — | Charteinstieg: 2. Juli 2016 Verkäufe: + 66.667                                                                                         |
| 2016 | Je trace ma route Émotions                           | FR118 Gold · (1 Wo.)FR | — | — | Charteinstieg: 2. Juli 2016 Verkäufe: + 100.000                                                                                        |
| 2016 | J’attends Émotions                                   | FR130 Gold · (1 Wo.)FR | — | — | Charteinstieg: 2. Juli 2016 Verkäufe: + 66.667                                                                                         |
| 2016 | Vivre mes rêves Émotions                             | FR131 Gold · (1 Wo.)FR | — | — | Charteinstieg: 2. Juli 2016 Verkäufe: + 100.000                                                                                        |
| 2016 | C’est pas beau Émotions                              | FR143 Gold · (1 Wo.)FR | — | — | Charteinstieg: 2. Juli 2016 Verkäufe: + 66.667                                                                                         |
| 2016 | Je picole Émotions                                   | FR175 Gold · (1 Wo.)FR | — | — | Charteinstieg: 2. Juli 2016 Verkäufe: + 66.667                                                                                         |
| 2016 | Où je vais Émotions                                  | FR198 (1 Wo.)FR | — | — | Charteinstieg: 2. Juli 2016 |
| 2016 | Tchikita L’Ovni                                      | FR3 Diamant · (42 Wo.)FR | BEW39 (8 Wo.)BEW | — | Charteinstieg: 10. Dezember 2016 Verkäufe: + 233.333                                                                                   |
| 2016 | Je fais le sourd L’Ovni                              | FR96 Gold · (10 Wo.)FR | — | — | Charteinstieg: 10. Dezember 2016 Verkäufe: + 66.667                                                                                    |
| 2016 | C’est ça L’Ovni                                      | FR125 (1 Wo.)FR | — | — | Charteinstieg: 10. Dezember 2016 |
| 2016 | J’ai dit... L’Ovni                                   | FR142 (1 Wo.)FR | — | — | Charteinstieg: 10. Dezember 2016 |
| 2016 | Je suis pas fou L’Ovni                               | FR151 Gold · (1 Wo.)FR | — | — | Charteinstieg: 10. Dezember 2016 Verkäufe: + 100.000                                                                                   |
| 2016 | Carnalito L’Ovni                                     | FR157 (1 Wo.)FR | — | — | Charteinstieg: 10. Dezember 2016 |
| 2016 | Je m’en fous de ta nana L’Ovni                       | FR160 Gold · (3 Wo.)FR | — | — | Charteinstieg: 10. Dezember 2016 Verkäufe: + 66.667                                                                                    |
| 2016 | E.T. L’Ovni                                          | FR173 Gold · (2 Wo.)FR | — | — | Charteinstieg: 10. Dezember 2016 Verkäufe: + 66.667                                                                                    |
| 2016 | ¿Cómo te llamas? L’Ovni                              | FR179 (1 Wo.)FR | — | — | Charteinstieg: 10. Dezember 2016 |
| 2016 | Je dis rien, je vois tout, j’endends L’Ovni          | FR191 (1 Wo.)FR | — | — | Charteinstieg: 10. Dezember 2016 |
| 2016 | Mais qu’est-ce qu’on s’en bat les couilles! L’Ovni   | FR195 Gold · (1 Wo.)FR | — | — | Charteinstieg: 10. Dezember 2016 Verkäufe: + 100.000                                                                                   |
| 2016 | J’ai fumé ma ganja L’Ovni                            | FR197 (1 Wo.)FR | — | — | Charteinstieg: 10. Dezember 2016 |
| 2017 | Lacrizeotiek Album Gratuit Vol. 3                    | FR72 (2 Wo.)FR | — | — | Charteinstieg: 31. März 2017 |
| 2017 | Drôle de vie Album Gratuit Vol. 3                    | FR109 (3 Wo.)FR | — | — | Charteinstieg: 31. März 2017 |
| 2017 | Oh la ils ont mis… Album Gratuit Vol. 3              | FR111 (1 Wo.)FR | — | — | Charteinstieg: 31. März 2017 |
| 2017 | Avec mes gars Album Gratuit Vol. 3                   | FR123 (1 Wo.)FR | — | — | Charteinstieg: 31. März 2017 |
| 2017 | Borussia Album Gratuit Vol. 3                        | FR135 (3 Wo.)FR | — | — | Charteinstieg: 31. März 2017 |
| 2017 | Coup de foudre Album Gratuit Vol. 3                  | FR97 (4 Wo.)FR | — | — | Charteinstieg: 7. April 2017 |
| 2017 | En douceur Album Gratuit Vol. 3                      | FR117 (2 Wo.)FR | — | — | Charteinstieg: 7. April 2017 |
| 2017 | Je suis resté le même Je ne me vois pas briller      | FR26 Gold · (5 Wo.)FR | — | — | Charteinstieg: 7. Juli 2017 Verkäufe: + 100.000                                                                                        |
| 2017 | C’est pas ma faute Je ne me vois pas briller         | FR30 Gold · (10 Wo.)FR | — | — | Charteinstieg: 7. Juli 2017 Verkäufe: + 100.000                                                                                        |
| 2017 | Beely Je ne me vois pas briller                      | FR34 Gold · (10 Wo.)FR | — | — | Charteinstieg: 7. Juli 2017 Verkäufe: + 100.000                                                                                        |
| 2017 | Cagoulé Je ne me vois pas briller                    | FR35 Gold · (11 Wo.)FR | — | — | Charteinstieg: 7. Juli 2017 Verkäufe: + 100.000; feat. Kalash Criminel                                                                 |
| 2017 | Le 46 de Rossi Je ne me vois pas briller             | FR37 (3 Wo.)FR | — | — | Charteinstieg: 7. Juli 2017 |
| 2017 | Saoûlé Je ne me vois pas briller                     | FR39 Gold · (6 Wo.)FR | — | — | Charteinstieg: 7. Juli 2017 Verkäufe: + 100.000                                                                                        |
| 2017 | Qui sait Je ne me vois pas briller                   | FR40 (3 Wo.)FR | — | — | Charteinstieg: 7. Juli 2017 |
| 2017 | Ça rêve Je ne me vois pas briller                    | FR48 (3 Wo.)FR | — | — | Charteinstieg: 7. Juli 2017 |
| 2017 | Monde violent Je ne me vois pas briller              | FR56 (4 Wo.)FR | — | — | Charteinstieg: 7. Juli 2017 |
| 2017 | Va te faire foutre Je ne me vois pas briller         | FR61 (3 Wo.)FR | — | — | Charteinstieg: 7. Juli 2017 |
| 2017 | Full Option Je ne me vois pas briller                | FR62 (3 Wo.)FR | — | — | Charteinstieg: 7. Juli 2017 feat. Le Rat Luciano                                                                                       |
| 2017 | À la cité Je ne me vois pas briller                  | FR67 (3 Wo.)FR | — | — | Charteinstieg: 7. Juli 2017 |
| 2017 | Vendetta Je ne me vois pas briller                   | FR70 (3 Wo.)FR | — | — | Charteinstieg: 7. Juli 2017 |
| 2017 | Mon tiek ti amo Je ne me vois pas briller            | FR71 Gold · (4 Wo.)FR | — | — | Charteinstieg: 7. Juli 2017 Verkäufe: + 100.000                                                                                        |
| 2017 | Survêt du Milan Je ne me vois pas briller            | FR75 (3 Wo.)FR | — | — | Charteinstieg: 7. Juli 2017 |
| 2017 | Flêcheur fou Je ne me vois pas briller               | FR83 Gold · (7 Wo.)FR | — | — | Charteinstieg: 7. Juli 2017 Verkäufe: + 100.000                                                                                        |
| 2017 | Y’a plus de doute Je ne me vois pas briller          | FR89 (2 Wo.)FR | — | — | Charteinstieg: 7. Juli 2017 |
| 2017 | Comment te dire Je ne me vois pas briller            | FR93 (2 Wo.)FR | — | — | Charteinstieg: 7. Juli 2017 |
| 2017 | Je ne joue pas les thugs Je ne me vois pas briller   | FR108 (2 Wo.)FR | — | — | Charteinstieg: 7. Juli 2017 |
| 2017 | La zone Je ne me vois pas briller                    | FR109 (2 Wo.)FR | — | — | Charteinstieg: 7. Juli 2017 |
| 2017 | Quand on est pas là Je ne me vois pas briller        | FR143 (1 Wo.)FR | — | — | Charteinstieg: 7. Juli 2017 |
| 2017 | Tout va bene Je ne me vois pas briller               | FR161 (1 Wo.)FR | — | — | Charteinstieg: 7. Juli 2017 |
| 2017 | Je lève la moto Album Gratuit Vol. 4                 | FR94 Gold · (5 Wo.)FR | — | — | Charteinstieg: 22. September 2017 Verkäufe: + 100.000                                                                                  |
| 2017 | Drôles de dame Album Gratuit Vol. 4                  | FR46 Diamant · (11 Wo.)FR | — | — | Charteinstieg: 29. September 2017 Verkäufe: + 333.333                                                                                  |
| 2017 | 4 heures du mat Album Gratuit Vol. 4                 | FR200 (1 Wo.)FR | — | — | Charteinstieg: 29. September 2017 |
| 2017 | Parfum quartier Album Gratuit Vol. 4                 | FR125 Diamant · (16 Wo.)FR | — | — | Charteinstieg: 6. Oktober 2017 Verkäufe: + 333.333                                                                                     |
| 2017 | Je vais t’oublier La tête dans les nuages            | FR22 Platin · (20 Wo.)FR | — | — | Charteinstieg: 8. Dezember 2017 Verkäufe: + 200.000; feat. Marwa Loud                                                                  |
| 2017 | Ou lalala La tête dans les nuages                    | FR50 (7 Wo.)FR | — | — | Charteinstieg: 8. Dezember 2017 |
| 2017 | Je traîne seul La tête dans les nuages               | FR57 (4 Wo.)FR | — | — | Charteinstieg: 8. Dezember 2017 |
| 2017 | Comme les gens d’ici La tête dans les nuages         | FR62 Platin · (7 Wo.)FR | — | — | Charteinstieg: 8. Dezember 2017 Verkäufe: + 200.000                                                                                    |
| 2017 | Madame La tête dans les nuages                       | FR65 Gold · (3 Wo.)FR | — | — | Charteinstieg: 8. Dezember 2017 Verkäufe: + 100.000; feat. Le Rat Luciano                                                              |
| 2017 | Tu mentiras La tête dans les nuages                  | FR66 (3 Wo.)FR | — | — | Charteinstieg: 8. Dezember 2017 |
| 2017 | Fratellu La tête dans les nuages                     | FR76 (3 Wo.)FR | — | — | Charteinstieg: 8. Dezember 2017 |
| 2017 | Je ne veux pas partir La tête dans les nuages        | FR95 (2 Wo.)FR | — | — | Charteinstieg: 8. Dezember 2017 |
| 2017 | Le jaloux La tête dans les nuages                    | FR97 (2 Wo.)FR | — | — | Charteinstieg: 8. Dezember 2017 |
| 2017 | Je ne vous oublie pas La tête dans les nuages        | FR114 (2 Wo.)FR | — | — | Charteinstieg: 8. Dezember 2017 |
| 2017 | Comme un fou La tête dans les nuages                 | FR122 (2 Wo.)FR | — | — | Charteinstieg: 8. Dezember 2017 |
| 2017 | Samantha La tête dans les nuages                     | FR124 (1 Wo.)FR | — | — | Charteinstieg: 8. Dezember 2017 |
| 2017 | Facilement La tête dans les nuages                   | FR130 (2 Wo.)FR | — | — | Charteinstieg: 8. Dezember 2017 |
| 2018 | BWO Inspi d’ailleurs                                 | FR18 Diamant · (12 Wo.)FR | — | — | Charteinstieg: 6. Juli 2018 Verkäufe: + 333.333                                                                                        |
| 2018 | Tout grailler Inspi d’ailleurs                       | FR27 (5 Wo.)FR | — | — | Charteinstieg: 6. Juli 2018 feat. Fianso                                                                                               |
| 2018 | Pim pom Inspi d’ailleurs                             | FR33 Gold · (14 Wo.)FR | — | — | Charteinstieg: 6. Juli 2018 Verkäufe: + 100.000; feat. Shay                                                                            |
| 2018 | Mélancolie du soir Inspi d’ailleurs                  | FR53 Gold · (3 Wo.)FR | — | — | Charteinstieg: 6. Juli 2018 Verkäufe: + 100.000                                                                                        |
| 2018 | Je fais mes bails Inspi d’ailleurs                   | FR54 (3 Wo.)FR | — | — | Charteinstieg: 6. Juli 2018 |
| 2018 | TKT Inspi d’ailleurs                                 | FR55 (3 Wo.)FR | — | — | Charteinstieg: 6. Juli 2018 feat. Soprano                                                                                              |
| 2018 | Bientôt je me taille Inspi d’ailleurs                | FR63 (2 Wo.)FR | — | — | Charteinstieg: 6. Juli 2018 |
| 2018 | Pekenio Inspi d’ailleurs                             | FR66 (3 Wo.)FR | — | — | Charteinstieg: 6. Juli 2018 |
| 2018 | Au pire Inspi d’ailleurs                             | FR80 (3 Wo.)FR | — | — | Charteinstieg: 6. Juli 2018 |
| 2018 | Petit frère Inspi d’ailleurs                         | FR87 (3 Wo.)FR | — | — | Charteinstieg: 6. Juli 2018 |
| 2018 | Loca Inspi d’ailleurs                                | FR96 (2 Wo.)FR | — | — | Charteinstieg: 6. Juli 2018 |
| 2018 | Les temps changent comme les gens Inspi d’ailleurs   | FR107 (2 Wo.)FR | — | — | Charteinstieg: 6. Juli 2018 |
| 2018 | Mauvaises tentations Inspi d’ailleurs                | FR133 Gold · (1 Wo.)FR | — | — | Charteinstieg: 6. Juli 2018 feat. Moubarak                                                                                             |
| 2018 | Dans sa bulle Inspi d’ailleurs                       | FR134 (1 Wo.)FR | — | — | Charteinstieg: 6. Juli 2018 |
| 2018 | En attendant Inspi d’ailleurs                        | FR135 (1 Wo.)FR | — | — | Charteinstieg: 6. Juli 2018 |
| 2018 | La rue dans le Cayenne Inspi d’ailleurs              | FR141 (1 Wo.)FR | — | — | Charteinstieg: 6. Juli 2018 |
| 2018 | Et je deviens fou La zone en personne                | FR19 Gold · (8 Wo.)FR | — | — | Charteinstieg: 14. Dezember 2018 Verkäufe: + 100.000; feat. Ninho                                                                      |
| 2018 | Come vai La zone en personne                         | FR33 Gold · (6 Wo.)FR | — | — | Charteinstieg: 14. Dezember 2018 Verkäufe: + 100.000; feat. Soolking                                                                   |
| 2018 | Je vais tout casser La zone en personne              | FR43 Gold · (5 Wo.)FR | — | — | Charteinstieg: 14. Dezember 2018 Verkäufe: + 100.000                                                                                   |
| 2018 | Hallelujah La zone en personne                       | FR44 (4 Wo.)FR | — | — | Charteinstieg: 14. Dezember 2018 |
| 2018 | La zone en personne                                  | FR48 Gold · (5 Wo.)FR | — | — | Charteinstieg: 14. Dezember 2018 Verkäufe: + 100.000                                                                                   |
| 2018 | Oh fou La zone en personne                           | FR50 (3 Wo.)FR | — | — | Charteinstieg: 14. Dezember 2018 feat. Alonzo                                                                                          |
| 2018 | Ma chérie La zone en personne                        | FR52 Gold · (6 Wo.)FR | — | — | Charteinstieg: 14. Dezember 2018 Verkäufe: + 100.000; feat. Maître Gims                                                                |
| 2018 | T’as tout gagner La zone en personne                 | FR56 (3 Wo.)FR | — | — | Charteinstieg: 14. Dezember 2018 |
| 2018 | Qu’est ce que je t’ai fait? La zone en personne      | FR59 (6 Wo.)FR | — | — | Charteinstieg: 14. Dezember 2018 feat. Djena Della                                                                                     |
| 2018 | Sangoten La zone en personne                         | FR67 (2 Wo.)FR | — | — | Charteinstieg: 14. Dezember 2018 |
| 2018 | La vie est faite comme ça La zone en personne        | FR68 Gold · (3 Wo.)FR | — | — | Charteinstieg: 14. Dezember 2018 |
| 2018 | Si tu savais La zone en personne                     | FR79 (2 Wo.)FR | — | — | Charteinstieg: 14. Dezember 2018 |
| 2018 | Avant GTR La zone en personne                        | FR80 Gold · (3 Wo.)FR | — | — | Charteinstieg: 14. Dezember 2018 |
| 2018 | Sur pépé La zone en personne                         | FR85 (2 Wo.)FR | — | — | Charteinstieg: 14. Dezember 2018 |
| 2018 | Le deum La zone en personne                          | FR90 (2 Wo.)FR | — | — | Charteinstieg: 14. Dezember 2018 |
| 2018 | Asalto La zone en personne                           | FR96 Diamant · (6 Wo.)FR | — | — | Charteinstieg: 14. Dezember 2018 Verkäufe: + 333.333                                                                                   |
| 2018 | VNTM La zone en personne                             | FR99 (2 Wo.)FR | — | — | Charteinstieg: 14. Dezember 2018 feat. Gambino, Zackmess, Metah, Oscar, Miklo, Moubarak & TK                                           |
| 2018 | Amore La zone en personne                            | FR103 Gold · (2 Wo.)FR | — | — | Charteinstieg: 14. Dezember 2018 Verkäufe: + 100.000                                                                                   |
| 2018 | Dans tes yeux La zone en personne                    | FR75 Platin · (17 Wo.)FR | — | — | Charteinstieg: 14. Dezember 2018 Verkäufe: + 200.000                                                                                   |
| 2018 | J’ai la mort La zone en personne                     | FR129 (1 Wo.)FR | — | — | Charteinstieg: 14. Dezember 2018 |
| 2018 | Qu’est ce que tu me dis? La zone en personne         | FR140 (1 Wo.)FR | — | — | Charteinstieg: 14. Dezember 2018 |
| 2018 | Je vais danser La zone en personne                   | FR154 (1 Wo.)FR | — | — | Charteinstieg: 14. Dezember 2018 |
| 2018 | Tu vois je veux dire La zone en personne             | FR156 (1 Wo.)FR | — | — | Charteinstieg: 14. Dezember 2018 |
| 2018 | Je suis pas solo La zone en personne                 | FR157 (1 Wo.)FR | — | — | Charteinstieg: 14. Dezember 2018 |
| 2018 | On m’a tourné le dos La zone en personne             | FR164 (1 Wo.)FR | — | — | Charteinstieg: 14. Dezember 2018 feat. Loredana                                                                                        |
| 2018 | Ya foye La zone en personne                          | FR187 (1 Wo.)FR | — | — | Charteinstieg: 14. Dezember 2018 |
| 2018 | J’ai des images La zone en personne                  | FR191 (1 Wo.)FR | — | — | Charteinstieg: 14. Dezember 2018 |
| 2018 | Dors petit dors La zone en personne                  | FR194 (1 Wo.)FR | — | — | Charteinstieg: 14. Dezember 2018 |
| 2018 | Chez moi La zone en personne                         | FR200 (1 Wo.)FR | — | — | Charteinstieg: 14. Dezember 2018 |
| 2019 | Pocahontas Album Gratuit Vol. 5                      | FR63 (4 Wo.)FR | — | — | Charteinstieg: 8. März 2019 |
| 2019 | Gilera Album Gratuit Vol. 5                          | FR128 (2 Wo.)FR | — | — | Charteinstieg: 15. März 2019 feat. Heuss L’Enfoiré                                                                                     |
| 2019 | On se régale Album Gratuit Vol. 5                    | FR160 Gold · (1 Wo.)FR | — | — | Charteinstieg: 22. März 2019 Verkäufe: + 100.000; feat. Bengous                                                                        |
| 2019 | Tel Me Rien 100 rien                                 | FR3 Diamant · (26 Wo.)FR | — | CH97 (1 Wo.)CH | Charteinstieg: 14. Juni 2019 Verkäufe: + 333.333; feat. Ninho                                                                          |
| 2019 | Tokyo Rien 100 rien                                  | FR15 Gold · (12 Wo.)FR | — | — | Charteinstieg: 14. Juni 2019 Verkäufe: + 100.000                                                                                       |
| 2019 | Sous la lune Rien 100 rien                           | FR3 Diamant · (… Wo.)FR | BEW12 (9 Wo.)BEW | CH32 (3 Wo.)CH | Charteinstieg: 14. Juni 2019 Verkäufe: + 333.333; Höchstplatzierung FR, Charteinstieg BE/CH: 2024                                      |
| 2019 | BDG Rien 100 rien                                    | FR25 Gold · (5 Wo.)FR | — | — | Charteinstieg: 14. Juni 2019 Verkäufe: + 100.000                                                                                       |
| 2019 | GTA Rien 100 rien                                    | FR29 Gold · (4 Wo.)FR | — | — | Charteinstieg: 14. Juni 2019 Verkäufe: + 100.000; feat. Heuss l’Enfoiré                                                                |
| 2019 | J’suis loin Rien 100 rien                            | FR31 (3 Wo.)FR | — | — | Charteinstieg: 14. Juni 2019 feat. Vald                                                                                                |
| 2019 | Professor Rien 100 rien                              | FR32 Platin · (9 Wo.)FR | — | — | Charteinstieg: 14. Juni 2019 Verkäufe: + 200.000                                                                                       |
| 2019 | Hey Rien 100 rien                                    | FR39 (4 Wo.)FR | — | — | Charteinstieg: 14. Juni 2019 |
| 2019 | Pas de love Rien 100 rien                            | FR42 (3 Wo.)FR | — | — | Charteinstieg: 14. Juni 2019 feat. TK                                                                                                  |
| 2019 | Je parle pas chinois Rien 100 rien                   | FR46 (3 Wo.)FR | — | — | Charteinstieg: 14. Juni 2019 |
| 2019 | Mademoiselle Rien 100 rien                           | FR55 (3 Wo.)FR | — | — | Charteinstieg: 14. Juni 2019 |
| 2019 | Bagarre Rien 100 rien                                | FR63 (2 Wo.)FR | — | — | Charteinstieg: 14. Juni 2019 |
| 2019 | Faux poto Rien 100 rien                              | FR66 (2 Wo.)FR | — | — | Charteinstieg: 14. Juni 2019 |
| 2019 | La folie du ter ter Rien 100 rien                    | FR67 (2 Wo.)FR | — | — | Charteinstieg: 14. Juni 2019 feat. La Famax                                                                                            |
| 2019 | Fatigué Rien 100 rien                                | FR81 (2 Wo.)FR | — | — | Charteinstieg: 14. Juni 2019 feat. Moubarak                                                                                            |
| 2019 | Papa Maman Rien 100 rien                             | FR82 (2 Wo.)FR | — | — | Charteinstieg: 14. Juni 2019 |
| 2019 | Je fais mon tour Rien 100 rien                       | FR95 (2 Wo.)FR | — | — | Charteinstieg: 14. Juni 2019 |
| 2019 | Ratata Rien 100 rien                                 | FR101 (1 Wo.)FR | — | — | Charteinstieg: 14. Juni 2019 feat. Mula B                                                                                              |
| 2019 | T’as tout perdu Rien 100 rien                        | FR93 (1 Wo.)FR | — | — | Charteinstieg: 11. Oktober 2019 |
| 2019 | Like Ya Rien 100 rien                                | FR101 (1 Wo.)FR | — | — | Charteinstieg: 11. Oktober 2019 |
| 2019 | Africa Twin Rien 100 rien                            | FR105 (1 Wo.)FR | — | — | Charteinstieg: 11. Oktober 2019 |
| 2019 | J’ai tout donné Rien 100 rien                        | FR115 (1 Wo.)FR | — | — | Charteinstieg: 11. Oktober 2019 |
| 2019 | Bruce Lee Rien 100 rien                              | FR119 (1 Wo.)FR | — | — | Charteinstieg: 11. Oktober 2019 |
| 2019 | Quoi que je fasse Rien 100 rien                      | FR169 (1 Wo.)FR | — | — | Charteinstieg: 11. Oktober 2019 |
| 2019 | Avant la douane Album gratuit                        | FR89 Diamant · (33 Wo.)FR | — | — | Charteinstieg: 16. November 2019 Verkäufe: + 333.333                                                                                   |
| 2019 | Mon bébé d’amour C’est pas des LOL                   | FR12 Platin · (11 Wo.)FR | — | — | Charteinstieg: 13. Dezember 2019 Verkäufe: + 200.000                                                                                   |
| 2019 | 6.35 C’est pas des LOL                               | FR19 Gold · (3 Wo.)FR | — | — | Charteinstieg: 13. Dezember 2019 Verkäufe: + 100.000                                                                                   |
| 2019 | Mexico C’est pas des LOL                             | FR24 (3 Wo.)FR | — | — | Charteinstieg: 13. Dezember 2019 |
| 2019 | Cremosso C’est pas des LOL                           | FR35 (2 Wo.)FR | — | — | Charteinstieg: 13. Dezember 2019 |
| 2019 | Santchelita C’est pas des LOL                        | FR36 Gold · (3 Wo.)FR | — | — | Charteinstieg: 13. Dezember 2019 Verkäufe: + 100.000                                                                                   |
| 2019 | La doudoune C’est pas des LOL                        | FR43 Gold · (4 Wo.)FR | — | — | Charteinstieg: 13. Dezember 2019 Verkäufe: + 100.000                                                                                   |
| 2019 | Bouge-moi de là C’est pas des LOL                    | FR52 (2 Wo.)FR | — | — | Charteinstieg: 13. Dezember 2019 feat. Gips, Houari GP, Le K, Gambi, TK, Moubarak & Miklo                                              |
| 2019 | Faut que je me tire de là C’est pas des LOL          | FR55 Gold · (2 Wo.)FR | — | — | Charteinstieg: 13. Dezember 2019 Verkäufe: + 100.000                                                                                   |
| 2019 | Tant pis pour toi C’est pas des LOL                  | FR63 (2 Wo.)FR | — | — | Charteinstieg: 13. Dezember 2019 |
| 2019 | Au péage C’est pas des LOL                           | FR68 (2 Wo.)FR | — | — | Charteinstieg: 13. Dezember 2019 |
| 2019 | Ça tombe pas du ciel C’est pas des LOL               | FR74 (2 Wo.)FR | — | — | Charteinstieg: 13. Dezember 2019 |
| 2019 | Dans le club C’est pas des LOL                       | FR79 (2 Wo.)FR | — | — | Charteinstieg: 13. Dezember 2019 |
| 2019 | Oh maman C’est pas des LOL                           | FR81 (1 Wo.)FR | — | — | Charteinstieg: 13. Dezember 2019 |
| 2019 | Un casse C’est pas des LOL                           | FR85 (2 Wo.)FR | — | — | Charteinstieg: 13. Dezember 2019 |
| 2019 | Y’a la police C’est pas des LOL                      | FR88 (2 Wo.)FR | — | — | Charteinstieg: 13. Dezember 2019 feat. Gips, Moubarak & TK                                                                             |
| 2019 | Fréquenter C’est pas des LOL                         | FR99 Gold · (2 Wo.)FR | — | — | Charteinstieg: 13. Dezember 2019 Verkäufe: + 100.000                                                                                   |
| 2019 | Cassage de nuques, Pt. 3 C’est pas des LOL           | FR102 (1 Wo.)FR | — | — | Charteinstieg: 13. Dezember 2019 |
| 2019 | Collé au mic C’est pas des LOL                       | FR106 (1 Wo.)FR | — | — | Charteinstieg: 13. Dezember 2019 |
| 2019 | Crocodile C’est pas des LOL                          | FR109 Gold · (3 Wo.)FR | — | — | Charteinstieg: 13. Dezember 2019 Verkäufe: + 100.000                                                                                   |
| 2019 | Ça a tiré C’est pas des LOL                          | FR110 (1 Wo.)FR | — | — | Charteinstieg: 13. Dezember 2019 |
| 2019 | Ça mange la barre C’est pas des LOL                  | FR119 (1 Wo.)FR | — | — | Charteinstieg: 13. Dezember 2019 |
| 2019 | J’m’en bats les couilles C’est pas des LOL           | FR121 (1 Wo.)FR | — | — | Charteinstieg: 13. Dezember 2019 |
| 2019 | Flu C’est pas des LOL                                | FR150 (1 Wo.)FR | — | — | Charteinstieg: 13. Dezember 2019 |
| 2019 | Nia C’est pas des LOL                                | FR176 (1 Wo.)FR | — | — | Charteinstieg: 13. Dezember 2019 |
| 2019 | Le combat C’est pas des LOL                          | FR186 (1 Wo.)FR | — | — | Charteinstieg: 13. Dezember 2019 |
| 2019 | T’es un gonflé C’est pas des LOL                     | FR193 (1 Wo.)FR | — | — | Charteinstieg: 13. Dezember 2019 |
| 2019 | Touloutoutou C’est pas des LOL                       | FR199 (1 Wo.)FR | — | — | Charteinstieg: 13. Dezember 2019 |
| 2019 | Je mets le way C’est pas des LOL                     | FR200 (1 Wo.)FR | — | — | Charteinstieg: 13. Dezember 2019 feat. Vladimir Cauchema                                                                               |
| 2020 | Toi-même tu sais La machine                          | FR19 (3 Wo.)FR | — | — | Charteinstieg: 26. Juni 2020 feat. Doria                                                                                               |
| 2020 | Pour la street La machine                            | FR22 Gold · (3 Wo.)FR | — | — | Charteinstieg: 26. Juni 2020 |
| 2020 | Rentrez pas dans ma tête La machine                  | FR24 (2 Wo.)FR | — | — | Charteinstieg: 26. Juni 2020 feat. Nessbeal                                                                                            |
| 2020 | Veste quechua La machine                             | FR27 (3 Wo.)FR | — | — | Charteinstieg: 26. Juni 2020 |
| 2020 | Eh ouais fils La machine                             | FR29 (2 Wo.)FR | — | — | Charteinstieg: 26. Juni 2020 |
| 2020 | Que ça dure La machine                               | FR30 (2 Wo.)FR | — | — | Charteinstieg: 26. Juni 2020 feat. Bigflo & Oli                                                                                        |
| 2020 | Je suis pas ton pote La machine                      | FR32 (3 Wo.)FR | — | — | Charteinstieg: 26. Juni 2020 |
| 2020 | Bravo La machine                                     | FR33 (2 Wo.)FR | — | — | Charteinstieg: 26. Juni 2020 |
| 2020 | J’suis pas parti La machine                          | FR41 (2 Wo.)FR | — | — | Charteinstieg: 26. Juni 2020 |
| 2020 | C’est un bonbon La machine                           | FR43 (2 Wo.)FR | — | — | Charteinstieg: 26. Juni 2020 |
| 2020 | Confinement La machine                               | FR47 (2 Wo.)FR | — | — | Charteinstieg: 26. Juni 2020 |
| 2020 | Vatos locos La machine                               | FR52 (2 Wo.)FR | — | — | Charteinstieg: 26. Juni 2020 feat. Morad                                                                                               |
| 2020 | Davai davai La machine                               | FR55 (2 Wo.)FR | — | — | Charteinstieg: 26. Juni 2020 |
| 2020 | Toute la nuit La machine                             | FR59 (1 Wo.)FR | — | — | Charteinstieg: 26. Juni 2020 feat. Jimmy Sax                                                                                           |
| 2020 | Fais tes comptes La machine                          | FR66 (2 Wo.)FR | — | — | Charteinstieg: 26. Juni 2020 feat. Ghetto Phénomène, Kamikaz & Moubarak                                                                |
| 2020 | Toute la ligne La machine                            | FR67 (2 Wo.)FR | — | — | Charteinstieg: 26. Juni 2020 |
| 2020 | J’ai tout essayé La machine                          | FR70 (2 Wo.)FR | — | — | Charteinstieg: 26. Juni 2020 |
| 2020 | En cas de… La machine                                | FR71 (2 Wo.)FR | — | — | Charteinstieg: 26. Juni 2020 |
| 2020 | Laisse-moi là seul La machine                        | FR74 (1 Wo.)FR | — | — | Charteinstieg: 26. Juni 2020 feat. Moubarak                                                                                            |
| 2020 | Ce soir La machine                                   | FR75 (2 Wo.)FR | — | — | Charteinstieg: 26. Juni 2020 Verkäufe: + 100.000                                                                                       |
| 2020 | Pas méchant La machine                               | FR76 (2 Wo.)FR | — | — | Charteinstieg: 26. Juni 2020 |
| 2020 | Macbook La machine                                   | FR91 (1 Wo.)FR | — | — | Charteinstieg: 26. Juni 2020 |
| 2020 | Grande La machine                                    | FR92 (1 Wo.)FR | — | — | Charteinstieg: 26. Juni 2020 |
| 2020 | Pourquoi tu mens? La machine                         | FR93 (1 Wo.)FR | — | — | Charteinstieg: 26. Juni 2020 |
| 2020 | Zubrowska La machine                                 | FR94 (1 Wo.)FR | — | — | Charteinstieg: 26. Juni 2020 |
| 2020 | Loin de tout Loin du monde                           | FR4 Platin · (14 Wo.)FR | — | CH92 (1 Wo.)CH | Charteinstieg: 25. Dezember 2020 Verkäufe: + 200.000; feat. Wejdene                                                                    |
| 2020 | La pharmacie Loin du monde                           | FR6 Gold · (9 Wo.)FR | — | — | Charteinstieg: 25. Dezember 2020 Verkäufe: + 100.000                                                                                   |
| 2020 | La Passat Loin du monde                              | FR9 Gold · (10 Wo.)FR | — | — | Charteinstieg: 25. Dezember 2020 Verkäufe: + 100.000                                                                                   |
| 2020 | Brouncha Loin du monde                               | FR10 Gold · (9 Wo.)FR | — | — | Charteinstieg: 25. Dezember 2020 Verkäufe: + 100.000                                                                                   |
| 2020 | Sous terre Loin du monde                             | FR14 (4 Wo.)FR | — | — | Charteinstieg: 25. Dezember 2020 |
| 2020 | Guytoune Loin du monde                               | FR16 Gold · (6 Wo.)FR | — | — | Charteinstieg: 25. Dezember 2020 Verkäufe: + 100.000; feat. Naps                                                                       |
| 2020 | Son ex Loin du monde                                 | FR17 Gold · (5 Wo.)FR | — | — | Charteinstieg: 25. Dezember 2020 Verkäufe: + 100.000                                                                                   |
| 2020 | Dors on te piétine Loin du monde                     | FR22 (4 Wo.)FR | — | — | Charteinstieg: 25. Dezember 2020 feat. Gazo                                                                                            |
| 2020 | Hold-Up Loin du monde                                | FR26 (2 Wo.)FR | — | — | Charteinstieg: 25. Dezember 2020 feat. Alonzo & L’Algérino                                                                             |
| 2020 | Un autre monde Loin du monde                         | FR28 (3 Wo.)FR | — | — | Charteinstieg: 25. Dezember 2020 |
| 2020 | Guadalajara Loin du monde                            | FR36 (2 Wo.)FR | — | — | Charteinstieg: 25. Dezember 2020 |
| 2020 | Je vais pas redonner Loin du monde                   | FR47 (2 Wo.)FR | — | — | Charteinstieg: 25. Dezember 2020 |
| 2020 | Comme un voyou Loin du monde                         | FR50 (2 Wo.)FR | — | — | Charteinstieg: 25. Dezember 2020 feat. Le Rat Luciano                                                                                  |
| 2020 | S.U.V Loin du monde                                  | FR54 (2 Wo.)FR | — | — | Charteinstieg: 25. Dezember 2020 |
| 2020 | Les gens Loin du monde                               | FR64 (2 Wo.)FR | — | — | Charteinstieg: 25. Dezember 2020 feat. Houari, Gips & Moubarak                                                                         |
| 2020 | Mauvais garçon Loin du monde                         | FR87 (1 Wo.)FR | — | — | Charteinstieg: 25. Dezember 2020 |
| 2021 | Feu Loin du monde                                    | FR176 (1 Wo.)FR | — | — | Charteinstieg: 8. Januar 2021 |
| 2021 | Carré d’as Album Gratuit Vol. 6                      | FR6 Gold · (8 Wo.)FR | — | — | Charteinstieg: 5. März 2021 Verkäufe: + 100.000                                                                                        |
| 2021 | Moi Album Gratuit Vol. 6                             | FR11 (4 Wo.)FR | — | — | Charteinstieg: 5. März 2021 |
| 2021 | Ça me guintch Album Gratuit Vol. 6                   | FR20 (4 Wo.)FR | — | — | Charteinstieg: 5. März 2021 |
| 2021 | Le crémeux Album Gratuit Vol. 6                      | FR35 (3 Wo.)FR | — | — | Charteinstieg: 5. März 2021 |
| 2021 | En chair et en or Album Gratuit Vol. 6               | FR39 (3 Wo.)FR | — | — | Charteinstieg: 5. März 2021 |
| 2021 | C’est ça la vie Album Gratuit Vol. 6                 | FR53 (2 Wo.)FR | — | — | Charteinstieg: 5. März 2021 |
| 2021 | Burberry Album Gratuit Vol. 6                        | FR60 (2 Wo.)FR | — | — | Charteinstieg: 5. März 2021 |
| 2021 | Ovni présent Album Gratuit Vol. 6                    | FR72 (2 Wo.)FR | — | — | Charteinstieg: 12. März 2021 |
| 2021 | Fou d’elle Album Gratuit Vol. 6                      | FR100 (2 Wo.)FR | — | — | Charteinstieg: 12. März 2021 |
| 2021 | Bandit Album Gratuit Vol. 6                          | FR106 (2 Wo.)FR | — | — | Charteinstieg: 12. März 2021 |
| 2021 | A coup de crick Album Gratuit Vol. 6                 | FR108 (1 Wo.)FR | — | — | Charteinstieg: 12. März 2021 |
| 2021 | Vite faistre Album Gratuit Vol. 6                    | FR117 (1 Wo.)FR | — | — | Charteinstieg: 12. März 2021 |
| 2021 | A l’impro Album Gratuit Vol. 6                       | FR124 (1 Wo.)FR | — | — | Charteinstieg: 12. März 2021 |
| 2021 | Faut faire des choix Album Gratuit Vol. 6            | FR189 (1 Wo.)FR | — | — | Charteinstieg: 12. März 2021 |
| 2021 | Assassinat Demain ça ira                             | FR12 Gold · (11 Wo.)FR | — | — | Charteinstieg: 2. Juli 2021 Verkäufe: + 100.000                                                                                        |
| 2021 | C’est la cité Demain ça ira                          | FR13 Platin · (13 Wo.)FR | — | — | Charteinstieg: 2. Juli 2021 Verkäufe: + 200.000; feat. Naps                                                                            |
| 2021 | Je kill au mic Demain ça ira                         | FR17 Gold · (7 Wo.)FR | — | — | Charteinstieg: 2. Juli 2021 Verkäufe: + 100.000                                                                                        |
| 2021 | Tereza Demain ça ira                                 | FR20 Gold · (7 Wo.)FR | — | — | Charteinstieg: 2. Juli 2021 Verkäufe: + 100.000                                                                                        |
| 2021 | Rosé Jetski Playa Demain ça ira                      | FR22 Gold · (5 Wo.)FR | — | — | Charteinstieg: 2. Juli 2021 Verkäufe: + 100.000                                                                                        |
| 2021 | Limitless Demain ça ira                              | FR27 Gold · (7 Wo.)FR | — | — | Charteinstieg: 2. Juli 2021 |
| 2021 | Cassage de Nuques, Pt. 4 Demain ça ira               | FR30 (3 Wo.)FR | — | — | Charteinstieg: 2. Juli 2021 |
| 2021 | Tragique Demain ça ira                               | FR34 (3 Wo.)FR | — | — | Charteinstieg: 2. Juli 2021 |
| 2021 | Transporteur Demain ça ira                           | FR35 (3 Wo.)FR | — | — | Charteinstieg: 2. Juli 2021 |
| 2021 | Tchyco Demain ça ira                                 | FR38 (4 Wo.)FR | — | — | Charteinstieg: 2. Juli 2021 |
| 2021 | Finito Demain ça ira                                 | FR39 (3 Wo.)FR | — | — | Charteinstieg: 2. Juli 2021 |
| 2021 | G-Shock Demain ça ira                                | FR44 (3 Wo.)FR | — | — | Charteinstieg: 2. Juli 2021 |
| 2021 | Je m’endors mal luné Demain ça ira                   | FR45 (3 Wo.)FR | — | — | Charteinstieg: 2. Juli 2021 feat. Nordo                                                                                                |
| 2021 | Mental D’or et de Platine Demain ça ira              | FR51 (3 Wo.)FR | — | — | Charteinstieg: 2. Juli 2021 |
| 2021 | John Demain ça ira                                   | FR92 (1 Wo.)FR | — | — | Charteinstieg: 16. Juli 2021 Bonustrack                                                                                                |
| 2021 | Aghju Capitu Indépendance                            | FR30 Gold · (7 Wo.)FR | — | — | Charteinstieg: 17. Dezember 2021 Verkäufe: + 100.000                                                                                   |
| 2021 | Love de moi Indépendance                             | FR40 Gold · (7 Wo.)FR | — | — | Charteinstieg: 17. Dezember 2021 Verkäufe: + 100.000                                                                                   |
| 2021 | La miss Indépendance                                 | FR19 Diamant · (46 Wo.)FR | — | — | Charteinstieg: 17. Dezember 2021 Verkäufe: + 333.333                                                                                   |
| 2021 | Beuh à la framboise Indépendance                     | FR43 Gold · (6 Wo.)FR | — | — | Charteinstieg: 17. Dezember 2021 Verkäufe: + 100.000                                                                                   |
| 2021 | Toda la noche Indépendance                           | FR45 Gold · (5 Wo.)FR | — | — | Charteinstieg: 17. Dezember 2021 Verkäufe: + 100.000; feat. Morad & Naps                                                               |
| 2021 | Le charbon c’est le casino Indépendance              | FR47 (2 Wo.)FR | — | — | Charteinstieg: 17. Dezember 2021 |
| 2021 | La street Indépendance                               | FR47 Diamant · (37 Wo.)FR | — | — | Charteinstieg: 17. Dezember 2021 Verkäufe: + 363.333; feat. Morad                                                                      |
| 2021 | Flow mitraillette Indépendance                       | FR57 (2 Wo.)FR | — | — | Charteinstieg: 17. Dezember 2021 |
| 2021 | Rallumer le toupew Indépendance                      | FR60 (2 Wo.)FR | — | — | Charteinstieg: 17. Dezember 2021 |
| 2021 | Que la vérité Indépendance                           | FR61 (2 Wo.)FR | — | — | Charteinstieg: 17. Dezember 2021 |
| 2021 | Que ça se mêle Indépendance                          | FR66 (2 Wo.)FR | — | — | Charteinstieg: 17. Dezember 2021 |
| 2021 | Je calcule personne Indépendance                     | FR77 (2 Wo.)FR | — | — | Charteinstieg: 17. Dezember 2021 |
| 2021 | Cette fois Indépendance                              | FR92 (1 Wo.)FR | — | — | Charteinstieg: 17. Dezember 2021 |
| 2021 | Boulevard des problèmes Indépendance                 | FR106 Gold · (1 Wo.)FR | — | — | Charteinstieg: 17. Dezember 2021 Verkäufe: + 100.000                                                                                   |
| 2021 | La sacem à Madonna Indépendance                      | FR112 (1 Wo.)FR | — | — | Charteinstieg: 17. Dezember 2021 |
| 2021 | Nine Indépendance                                    | FR121 (1 Wo.)FR | — | — | Charteinstieg: 17. Dezember 2021 |
| 2021 | N’oublie pas tes métaux Indépendance                 | FR126 (1 Wo.)FR | — | — | Charteinstieg: 17. Dezember 2021 |
| 2021 | Maison Margiela Indépendance                         | FR128 (1 Wo.)FR | — | — | Charteinstieg: 17. Dezember 2021 |
| 2021 | La frappe Indépendance                               | FR132 (1 Wo.)FR | — | — | Charteinstieg: 17. Dezember 2021 feat. Gips, Houari & Moubarak                                                                         |
| 2021 | Dans la zon Indépendance                             | FR146 (1 Wo.)FR | — | — | Charteinstieg: 17. Dezember 2021 |
| 2021 | Dans la cour Indépendance                            | FR154 (1 Wo.)FR | — | — | Charteinstieg: 17. Dezember 2021 |
| 2021 | Chemin de morgiou Indépendance                       | FR200 (1 Wo.)FR | — | — | Charteinstieg: 17. Dezember 2021 |
| 2022 | J’ai tout su Extraterrestre                          | FR2 Diamant · (75 Wo.)FR | BEW39 (3 Wo.)BEW | CH89 (1 Wo.)CH | Charteinstieg: 10. Juni 2022 Verkäufe: + 333.333                                                                                       |
| 2022 | Ténébreux Extraterrestre                             | FR10 Gold · (6 Wo.)FR | — | — | Charteinstieg: 10. Juni 2022 Verkäufe: + 100.000                                                                                       |
| 2022 | J’éteins mon téléphone Extraterrestre                | FR14 (6 Wo.)FR | — | — | Charteinstieg: 10. Juni 2022 |
| 2022 | Ma drogue Extraterrestre                             | FR18 (5 Wo.)FR | — | — | Charteinstieg: 10. Juni 2022 |
| 2022 | Gigi Extraterrestre                                  | FR19 (4 Wo.)FR | — | — | Charteinstieg: 10. Juni 2022 |
| 2022 | Sur la Costa del Sol Extraterrestre                  | FR21 (4 Wo.)FR | — | — | Charteinstieg: 10. Juni 2022 |
| 2022 | Faut pas Extraterrestre                              | FR22 (3 Wo.)FR | — | — | Charteinstieg: 10. Juni 2022 |
| 2022 | J’ai le démon Extraterrestre                         | FR27 (3 Wo.)FR | — | — | Charteinstieg: 10. Juni 2022 |
| 2022 | Cœur blessé Extraterrestre                           | FR29 (4 Wo.)FR | — | — | Charteinstieg: 10. Juni 2022 |
| 2022 | Sous la Simond Extraterrestre                        | FR30 (3 Wo.)FR | — | — | Charteinstieg: 10. Juni 2022 |
| 2022 | Comme au bon vieux temps Extraterrestre              | FR37 (3 Wo.)FR | — | — | Charteinstieg: 10. Juni 2022 |
| 2022 | Flouz Extraterrestre                                 | FR39 (3 Wo.)FR | — | — | Charteinstieg: 10. Juni 2022 |
| 2022 | Avec José Extraterrestre                             | FR41 (4 Wo.)FR | — | — | Charteinstieg: 10. Juni 2022 |
| 2022 | Courtoisie Extraterrestre                            | FR46 Gold · (6 Wo.)FR | — | — | Charteinstieg: 10. Juni 2022 Verkäufe: + 100.000                                                                                       |
| 2022 | Je te veux toi Extraterrestre                        | FR49 (3 Wo.)FR | — | — | Charteinstieg: 10. Juni 2022 |
| 2022 | Dans la loge Extraterrestre                          | FR59 (3 Wo.)FR | — | — | Charteinstieg: 10. Juni 2022 |
| 2022 | 1 fois mais pas 2 Extraterrestre                     | FR63 (2 Wo.)FR | — | — | Charteinstieg: 10. Juni 2022 feat. Houari & Moubarak                                                                                   |
| 2022 | En two two bé Extraterrestre                         | FR66 (2 Wo.)FR | — | — | Charteinstieg: 10. Juni 2022 |
| 2022 | 4 Juin 2022 Extraterrestre                           | FR23 Gold · (6 Wo.)FR | — | — | Charteinstieg: 24. Juni 2022 Verkäufe: + 100.000                                                                                       |
| 2022 | Cœur blanc                                           | FR2 Platin · (14 Wo.)FR | — | — | Charteinstieg: 16. Dezember 2022 Verkäufe: + 200.000                                                                                   |
| 2022 | Canette dans les mains Cœur blanc                    | FR8 (6 Wo.)FR | — | — | Charteinstieg: 16. Dezember 2022 |
| 2022 | Le 100 le 100 Cœur blanc                             | FR12 (6 Wo.)FR | — | — | Charteinstieg: 16. Dezember 2022 |
| 2022 | Konami Cœur blanc                                    | FR18 (3 Wo.)FR | — | — | Charteinstieg: 16. Dezember 2022 |
| 2022 | Beuh à la noix de coco Cœur blanc                    | FR19 Gold · (7 Wo.)FR | — | — | Charteinstieg: 16. Dezember 2022 Verkäufe: + 100.000                                                                                   |
| 2022 | Chocolata Cœur blanc                                 | FR21 (4 Wo.)FR | — | CH94 (1 Wo.)CH | Charteinstieg: 16. Dezember 2022 feat. Elai                                                                                            |
| 2022 | Forbidden Cœur blanc                                 | FR27 (3 Wo.)FR | — | — | Charteinstieg: 16. Dezember 2022 |
| 2022 | Eh ça va Guy Cœur blanc                              | FR28 (3 Wo.)FR | — | — | Charteinstieg: 16. Dezember 2022 |
| 2022 | Héros Cœur blanc                                     | FR33 (2 Wo.)FR | — | — | Charteinstieg: 16. Dezember 2022 |
| 2022 | C’est pas la mairie Cœur blanc                       | FR34 (6 Wo.)FR | — | — | Charteinstieg: 16. Dezember 2022 feat. Kvra                                                                                            |
| 2022 | Camouflage Cœur blanc                                | FR37 (3 Wo.)FR | — | — | Charteinstieg: 16. Dezember 2022 feat. 3robi                                                                                           |
| 2022 | Grazie la zone Cœur blanc                            | FR41 (2 Wo.)FR | — | — | Charteinstieg: 16. Dezember 2022 feat. Rhove                                                                                           |
| 2022 | Mon cœur pour toi Cœur blanc                         | FR43 (2 Wo.)FR | — | — | Charteinstieg: 16. Dezember 2022 feat. Any González                                                                                    |
| 2022 | Pistolet 45 Cœur blanc                               | FR53 (2 Wo.)FR | — | — | Charteinstieg: 16. Dezember 2022 feat. M Huncho                                                                                        |
| 2022 | Le Rrrin Cœur blanc                                  | FR55 (2 Wo.)FR | — | — | Charteinstieg: 16. Dezember 2022 |
| 2022 | Europa Cœur blanc                                    | FR61 Gold · (2 Wo.)FR | — | — | Charteinstieg: 16. Dezember 2022 Verkäufe: + 130.000; feat. Elai, Morad & Rhove                                                        |
| 2022 | U pistulettu Cœur blanc                              | FR70 (2 Wo.)FR | — | — | Charteinstieg: 16. Dezember 2022 |
| 2022 | Perché Cœur blanc                                    | FR75 (1 Wo.)FR | — | — | Charteinstieg: 16. Dezember 2022 |
| 2022 | Je le savais Cœur blanc                              | FR79 (1 Wo.)FR | — | — | Charteinstieg: 16. Dezember 2022 feat. Morad                                                                                           |
| 2022 | Première League Cœur blanc                           | FR92 (1 Wo.)FR | — | — | Charteinstieg: 16. Dezember 2022 feat. French The Kid                                                                                  |
| 2022 | Bé Cœur blanc                                        | FR106 (1 Wo.)FR | — | — | Charteinstieg: 16. Dezember 2022 feat. Anna                                                                                            |
| 2022 | Ils m’ont fait mal Cœur blanc                        | FR119 (1 Wo.)FR | — | — | Charteinstieg: 16. Dezember 2022 |
| 2022 | La vie de rêve Cœur blanc                            | FR123 (1 Wo.)FR | — | — | Charteinstieg: 16. Dezember 2022 feat. Mula B                                                                                          |
| 2022 | J’ai fait le tri Cœur blanc                          | FR130 (1 Wo.)FR | — | — | Charteinstieg: 16. Dezember 2022 |
| 2022 | Numéro Ten Cœur blanc                                | FR133 (1 Wo.)FR | — | — | Charteinstieg: 16. Dezember 2022 |
| 2022 | Sous tension Cœur blanc                              | FR135 (1 Wo.)FR | — | — | Charteinstieg: 16. Dezember 2022 feat. Didine Canon 16 & Samara                                                                        |
| 2022 | Au bord de la mer Cœur blanc                         | FR138 (1 Wo.)FR | — | — | Charteinstieg: 16. Dezember 2022 |
| 2022 | N’importe quoi Cœur blanc                            | FR144 (1 Wo.)FR | — | — | Charteinstieg: 16. Dezember 2022 |
| 2022 | Jhota ou mero Cœur blanc                             | FR147 (1 Wo.)FR | — | — | Charteinstieg: 16. Dezember 2022 |
| 2022 | Je deviens loco Cœur blanc                           | FR149 (1 Wo.)FR | — | — | Charteinstieg: 16. Dezember 2022 |
| 2022 | Néo Cœur blanc                                       | FR150 (1 Wo.)FR | — | — | Charteinstieg: 16. Dezember 2022 |
| 2022 | Ma rue Cœur blanc                                    | FR158 (1 Wo.)FR | — | — | Charteinstieg: 16. Dezember 2022 |
| 2022 | A.C.C.C Cœur blanc                                   | FR159 (1 Wo.)FR | — | — | Charteinstieg: 16. Dezember 2022 |
| 2022 | Aqua dans la Mercedes Cœur blanc                     | FR160 (1 Wo.)FR | — | — | Charteinstieg: 16. Dezember 2022 feat. Paky                                                                                            |
| 2022 | J’ai vidé le Magnum Cœur blanc                       | FR198 (1 Wo.)FR | — | — | Charteinstieg: 16. Dezember 2022 feat. Jimmy Sax                                                                                       |
| 2023 | Alcantara C’est quand qu’il s’éteint?                | FR11 (4 Wo.)FR | — | — | |
| 2023 | Coco C’est quand qu’il s’éteint?                     | FR13 Gold · (7 Wo.)FR | — | — | Verkäufe: + 100.000; feat. Vacra |
| 2023 | DP sur le maillot C’est quand qu’il s’éteint?        | FR16 (3 Wo.)FR | — | — | |
| 2023 | Chagriné C’est quand qu’il s’éteint?                 | FR18 (3 Wo.)FR | — | — | |
| 2023 | Courtois C’est quand qu’il s’éteint?                 | FR24 (2 Wo.)FR | — | — | |
| 2023 | Mazé C’est quand qu’il s’éteint?                     | FR25 (3 Wo.)FR | — | — | |
| 2023 | Range ton égo C’est quand qu’il s’éteint?            | FR31 (2 Wo.)FR | — | — | |
| 2023 | Droit au but C’est quand qu’il s’éteint?             | FR33 (3 Wo.)FR | — | — | |
| 2023 | Montana C’est quand qu’il s’éteint?                  | FR47 (2 Wo.)FR | — | — | |
| 2023 | Sentimental C’est quand qu’il s’éteint?              | FR54 (2 Wo.)FR | — | — | |
| 2023 | À la vue C’est quand qu’il s’éteint?                 | FR57 (2 Wo.)FR | — | — | |
| 2023 | Faut s’enfuir C’est quand qu’il s’éteint?            | FR63 (2 Wo.)FR | — | — | |
| 2023 | Ma gentillesse C’est quand qu’il s’éteint?           | FR64 (2 Wo.)FR | — | — | |
| 2023 | Opérationnel C’est quand qu’il s’éteint?             | FR67 (2 Wo.)FR | — | — | |
| 2023 | Je m’en fous de tout C’est quand qu’il s’éteint?     | FR78 (1 Wo.)FR | — | — | feat. Dabeull |
| 2023 | Mon sucre d’amour C’est quand qu’il s’éteint?        | FR86 (1 Wo.)FR | — | — | feat. DJ Sozé |
| 2023 | Uwa ni lé C’est quand qu’il s’éteint?                | FR89 (1 Wo.)FR | — | — | feat. Medi Meyz & Obilisa |
| 2023 | Cœur démoli C’est quand qu’il s’éteint?              | FR114 (1 Wo.)FR | — | — | feat. Nia |
| 2023 | C’est quand qu’il s’éteint?                          | FR121 (2 Wo.)FR | — | — | |
| 2023 | Tropical C’est quand qu’il s’éteint?                 | FR46 Gold · (14 Wo.)FR | — | — | Verkäufe: + 100.000 |
| 2023 | J’fais plaisir à la zone La route est longue         | FR2 Diamant · (44 Wo.)FR | BEW43 Platin · (4 Wo.)BEW | CH67 (1 Wo.)CH | Verkäufe: + 353.333; feat. SDM |
| 2023 | Postiché La route est longue                         | FR4 Gold · (12 Wo.)FR | — | CH99 (1 Wo.)CH | Verkäufe: + 100.000; feat. PLK |
| 2023 | La fusion La route est longue                        | FR10 (6 Wo.)FR | — | — | feat. Alonzo |
| 2023 | Miné sur Paname La route est longue                  | FR12 Gold · (7 Wo.)FR | — | — | Verkäufe: + 100.000; feat. Tiakola |
| 2023 | La máquina La route est longue                       | FR19 (6 Wo.)FR | — | — | |
| 2023 | Le rappeur à 3 lettres La route est longue           | FR20 (3 Wo.)FR | — | — | |
| 2023 | Beuh d’Hollande La route est longue                  | FR15 Gold · (23 Wo.)FR | BEW— GoldBEW | — | Verkäufe: + 110.000 |
| 2023 | Battistu La route est longue                         | FR22 (6 Wo.)FR | — | — | |
| 2023 | Juste un bisou La route est longue                   | FR24 (6 Wo.)FR | — | — | feat. Naza |
| 2023 | Luffy La route est longue                            | FR27 (3 Wo.)FR | — | — | |
| 2023 | Y’a plus de raison La route est longue               | FR29 (3 Wo.)FR | — | — | |
| 2023 | C’est pas facile La route est longue                 | FR31 (3 Wo.)FR | — | — | |
| 2023 | Dans ma mama La route est longue                     | FR34 (3 Wo.)FR | — | — | |
| 2023 | J’suis pas devin La route est longue                 | FR41 (2 Wo.)FR | — | — | |
| 2023 | La route est longue                                  | FR42 (2 Wo.)FR | — | — | |
| 2023 | Au-dessus de l’Atlas La route est longue             | FR47 (2 Wo.)FR | — | — | |
| 2023 | Sherbet La route est longue                          | FR49 (2 Wo.)FR | — | — | |
| 2023 | Sali La route est longue                             | FR56 (2 Wo.)FR | — | — | |
| 2023 | En revenant d’Alicante La route est longue           | FR65 (2 Wo.)FR | — | — | |
| 2023 | Y’a pas d’âge pour pleurer La route est longue       | FR69 (2 Wo.)FR | — | — | |
| 2023 | Business La route est longue                         | FR72 (2 Wo.)FR | — | — | |
| 2024 | Le trio ternura Décennie                             | FR25 (3 Wo.)FR | — | — | feat. Alonzo & Sch |
| 2024 | Love de toi Décennie                                 | FR32 (3 Wo.)FR | — | — | |
| 2024 | Siège chauffant Décennie                             | FR33 (2 Wo.)FR | — | — | |
| 2024 | Avec tonton Décennie                                 | FR34 (2 Wo.)FR | — | — | feat. Rim'K |
| 2024 | D’or et de diamant Décennie                          | FR35 (2 Wo.)FR | — | — | |
| 2024 | TP dans le froid Décennie                            | FR37 (2 Wo.)FR | — | — | feat. Le Rat Luciano & Zkr |
| 2024 | Oh qu’elle est belle Décennie                        | FR8 Diamant · (72 Wo.)FR | BEW36 Platin · (6 Wo.)BEW | CH90 (2 Wo.)CH | Verkäufe: + 353.333; feat. Dystinct |
| 2024 | Vacancia Décennie                                    | FR40 Gold · (4 Wo.)FR | — | — | Verkäufe: + 100.000 |
| 2024 | Je salue Décennie                                    | FR52 (1 Wo.)FR | — | — | |
| 2024 | C’est pas grandiose Décennie                         | FR60 (2 Wo.)FR | — | — | |
| 2024 | Blocco Décennie                                      | FR61 (2 Wo.)FR | — | — | feat. Baby Gang |
| 2024 | Tout ce qu’il faut Décennie                          | FR69 (1 Wo.)FR | — | — | |
| 2024 | On sent pas les coups Décennie                       | FR77 (1 Wo.)FR | — | — | feat. Kvra |
| 2024 | Mon top model Décennie                               | FR79 (1 Wo.)FR | — | — | |
| 2024 | Power Décennie                                       | FR80 (1 Wo.)FR | — | — | |
| 2024 | Pitchi Mamore Décennie                               | FR90 (1 Wo.)FR | — | — | |
| 2024 | Découpage Décennie                                   | FR100 (1 Wo.)FR | — | — | |
| 2024 | Cramoutch Décennie                                   | FR106 (1 Wo.)FR | — | — | |
| 2024 | Ne me fais plus coucou Décennie                      | FR107 (1 Wo.)FR | — | — | |
| 2024 | Incognito Décennie                                   | FR110 (1 Wo.)FR | — | — | |
| 2024 | Couz Décennie                                        | FR121 (1 Wo.)FR | — | — | |
| 2024 | Il pleut des balles Mise à jour                      | FR15 Platin · (21 Wo.)FR | — | — | Verkäufe: + 200.000; feat. SDM |
| 2024 | Mafiosa Mise à jour                                  | FR19 (5 Wo.)FR | — | — | |
| 2024 | GTA Mise à jour                                      | FR30 (4 Wo.)FR | — | — | |
| 2024 | Me prends pas la tête Mise à jour                    | FR33 (3 Wo.)FR | — | — | |
| 2024 | Tié fou Mise à jour                                  | FR35 (3 Wo.)FR | — | — | |
| 2024 | Vida Loca Mise à jour                                | FR57 (1 Wo.)FR | — | — | feat. Morad |
| 2024 | Holà que tal ? Mise à jour                           | FR61 (1 Wo.)FR | — | — | |
| 2024 | Je change pas Mise à jour                            | FR68 (1 Wo.)FR | — | — | |
| 2024 | Vrai sancho Mise à jour                              | FR69 (2 Wo.)FR | — | — | |
| 2024 | Le couz du 12 Mise à jour                            | FR75 (1 Wo.)FR | — | — | |
| 2024 | Dans l’RS3 Mise à jour                               | FR77 (1 Wo.)FR | — | — | |
| 2024 | BB Mise à jour                                       | FR78 Gold · (10 Wo.)FR | — | — | Verkäufe: + 100.000 |
| 2024 | No remords Mise à jour                               | FR82 (1 Wo.)FR | — | — | |
| 2024 | I’m Sorry Mise à jour                                | FR93 (1 Wo.)FR | — | — | |
| 2024 | Non-stop Mise à jour                                 | FR111 (1 Wo.)FR | — | — | feat. A-Deal, Moubarak & Zbig |
| 2024 | L’alien Mise à jour                                  | FR121 (1 Wo.)FR | — | — | |
| 2024 | Plein de manies Mise à jour                          | FR125 (1 Wo.)FR | — | — | |
| 2024 | Ça tire Mise à jour                                  | FR128 (1 Wo.)FR | — | — | feat. Houari & Kamikaz |
| 2024 | La Chabrand Mise à jour                              | FR140 (1 Wo.)FR | — | — | |
| 2024 | C’est ce que je voulais Mise à jour                  | FR158 (1 Wo.)FR | — | — | |
| 2024 | Visage masqué Mise à jour                            | FR174 (1 Wo.)FR | — | — | |
| 2024 | Capata Inarrêtable                                   | FR7 Gold · (12 Wo.)FR | — | — | Verkäufe: + 100.000; feat. Francè Zito                                                                                                 |
| 2024 | Je veux que toi Inarrêtable                          | FR39 (5 Wo.)FR | — | — | |
| 2024 | Y’a plus de reconnaissance Inarrêtable               | FR43 (2 Wo.)FR | — | — | |
| 2024 | Montblanc Inarrêtable                                | FR45 (2 Wo.)FR | — | — | |
| 2024 | Je m’habille pas en Versace Inarrêtable              | FR58 (2 Wo.)FR | — | — | |
| 2024 | Plus de pitié Inarrêtable                            | FR63 (1 Wo.)FR | — | — | |
| 2024 | Ma douce Inarrêtable                                 | FR69 (2 Wo.)FR | — | — | |
| 2024 | Maille Inarrêtable                                   | FR71 (2 Wo.)FR | — | — | feat. Bad Gyal |
| 2024 | Arrête tes manières Inarrêtable                      | FR73 (1 Wo.)FR | — | — | |
| 2024 | Partire Inarrêtable                                  | FR75 (2 Wo.)FR | — | — | feat. Baby Gang |
| 2024 | C’est ça les collègues? Inarrêtable                  | FR78 (1 Wo.)FR | — | — | |
| 2024 | Cœur en or Inarrêtable                               | FR84 (1 Wo.)FR | — | — | |
| 2024 | Un heureux, un déçu Inarrêtable                      | FR89 (1 Wo.)FR | — | — | |
| 2024 | Je suis fait pour… Inarrêtable                       | FR95 (1 Wo.)FR | — | — | |
| 2024 | Wesh alors le deum Inarrêtable                       | FR110 (1 Wo.)FR | — | — | |
| 2024 | La vie me blesse Inarrêtable                         | FR124 (1 Wo.)FR | — | — | |
| 2024 | Boucle dorée Inarrêtable                             | FR127 (1 Wo.)FR | — | — | |
| 2024 | C’est pas la peine Inarrêtable                       | FR146 (1 Wo.)FR | — | — | |
| 2024 | Fugati Inarrêtable                                   | FR159 (1 Wo.)FR | — | — | |
| 2024 | Toujours la même Inarrêtable                         | FR165 (1 Wo.)FR | — | — | |
| 2024 | Un point c’est tout Inarrêtable                      | FR171 (1 Wo.)FR | — | — | |
| 2025 | Mimi D&P à vie                                       | FR5 Platin · (… Wo.)FR | BEW23 (7 Wo.)BEW | CH81 (1 Wo.)CH | Verkäufe: + 200.000 |
| 2025 | 2 coups d’avance D&P à vie                           | FR12 (5 Wo.)FR | — | — | |
| 2025 | Bentayga D&P à vie                                   | FR13 (5 Wo.)FR | — | — | |
| 2025 | Wouaw D&P à vie                                      | FR21 (7 Wo.)FR | — | — | |
| 2025 | Cache ta rolex D&P à vie                             | FR25 (3 Wo.)FR | — | — | |
| 2025 | Sous l’eau D&P à vie                                 | FR27 (3 Wo.)FR | — | — | |
| 2025 | Sous l’eau D&P à vie                                 | FR32 (… Wo.)FR | — | — | |
| 2025 | Ma puce D&P à vie                                    | FR33 (3 Wo.)FR | — | — | |
| 2025 | Love et haine D&P à vie                              | FR34 (2 Wo.)FR | — | — | |
| 2025 | Tu sais d’où je viens D&P à vie                      | FR36 (8 Wo.)FR | — | — | |
| 2025 | 4 4 2 D&P à vie                                      | FR50 (2 Wo.)FR | — | — | |
| 2025 | Après l’apéro D&P à vie                              | FR57 (2 Wo.)FR | — | — | |
| 2025 | D&P à vie                                            | FR60 (1 Wo.)FR | — | — | |
| 2025 | J’ai besoin d’air D&P à vie                          | FR70 (1 Wo.)FR | — | — | |
| 2025 | Comme tu fais on te fera D&P à vie                   | FR74 (1 Wo.)FR | — | — | |
| 2025 | Ils le savent D&P à vie                              | FR85 (1 Wo.)FR | — | — | |
| 2025 | Pour un violet La zone en personne                   | FR152 Platin · (2 Wo.)FR | — | — | |

### Als Gastmusiker
| Jahr | Titel Album                                      | Höchstplatzierung, Gesamtwochen, AuszeichnungChartplatzierungen (Jahr, Titel, Album, Platzierungen, Wochen, Auszeichnungen, Anmerkungen) | Höchstplatzierung, Gesamtwochen, AuszeichnungChartplatzierungen (Jahr, Titel, Album, Platzierungen, Wochen, Auszeichnungen, Anmerkungen) | Höchstplatzierung, Gesamtwochen, AuszeichnungChartplatzierungen (Jahr, Titel, Album, Platzierungen, Wochen, Auszeichnungen, Anmerkungen) | Höchstplatzierung, Gesamtwochen, AuszeichnungChartplatzierungen (Jahr, Titel, Album, Platzierungen, Wochen, Auszeichnungen, Anmerkungen) | Höchstplatzierung, Gesamtwochen, AuszeichnungChartplatzierungen (Jahr, Titel, Album, Platzierungen, Wochen, Auszeichnungen, Anmerkungen) | Anmerkungen |
| Jahr | Titel Album                                      | FR | BEW | DE | AT | CH | Anmerkungen |
| --- | ------------------------------------------------ | --- | --- | --- | --- | --- | --- |
| 2014 | Problèmes Karismatik                             | FR55 (10 Wo.)FR | — | — | — | — | Erstveröffentlichung: 12. Mai 2014 Kenza Farah feat. Jul                                                                             |
| 2014 | Fidèle à ma team Paris Oran New York             | FR136 (3 Wo.)FR | — | — | — | — | Erstveröffentlichung: 26. Mai 2014 DJ Kayz feat. Jul                                                                                 |
| 2015 | Normal Capo del capi – Volume 1                  | FR7 (18 Wo.)FR | — | — | — | — | Erstveröffentlichung: 12. Mai 2015 Alonzo feat. Jul                                                                                  |
| 2016 | La zone French Riviera, Vol. 2                   | FR126 (1 Wo.)FR | — | — | — | — | Erstveröffentlichung: 8. April 2016 Hooss feat. Jul                                                                                  |
| 2016 | Ça les dérange J4M                               | FR11 Diamant · (36 Wo.)FR | — | — | — | — | Erstveröffentlichung: 2. Mai 2016 Verkäufe: + 333.333; Vitaa feat. Jul                                                               |
| 2016 | Boucan Mon cœur avait raison                     | FR21 Platin · (21 Wo.)FR | BEW44 (3 Wo.)BEW | — | — | — | Erstveröffentlichung: 12. August 2016 Verkäufe: + 133.333; Maître Gims feat. Jul & DJ Last One                                       |
| 2016 | Maria Maria La vida loca                         | FR38 Platin · (15 Wo.)FR | — | — | — | — | Erstveröffentlichung: 22. August 2016 Verkäufe: + 133.333; Ghetto Phénomène feat. Jul                                                |
| 2016 | En chaleur La vida loca                          | FR75 (4 Wo.)FR | — | — | — | — | Erstveröffentlichung: 4. November 2016 Ghetto Phénomène feat. Jul                                                                    |
| 2018 | Ça y est Loud                                    | FR12 Gold · (11 Wo.)FR | — | — | — | — | Erstveröffentlichung: 10. März 2018 Verkäufe: + 100.000; Marwa Loud feat. Jul                                                        |
| 2019 | Moulaga –                                        | FR2 Diamant · (62 Wo.)FR | BEW13 Gold · (15 Wo.)BEW | DE46 a (11 Wo.)DE | AT49 a (6 Wo.)AT | CH42 (8 Wo.)CH | Erstveröffentlichung: 13. Dezember 2019 Verkäufe: + 398.333; Heuss L’Enfoiré feat. Jul                                               |
| 2020 | Dybala Les derniers salopards                    | FR3 Diamant · (78 Wo.)FR | — | — | — | CH22 (6 Wo.)CH | Erstveröffentlichung: 26. Juni 2020 Verkäufe: + 333.333; Maes feat. Jul                                                              |
| 2020 | Feux Enfant roi                                  | FR42 Gold · (2 Wo.)FR | — | — | — | — | Erstveröffentlichung: 20. Oktober 2020 Verkäufe: + 100.000; Poupie feat. Jul                                                         |
| 2020 | Ça se fait pas HLM2                              | FR53 (3 Wo.)FR | — | — | — | — | Erstveröffentlichung: 13. November 2020 Mister You feat. Jul                                                                         |
| 2021 | Sans limites Les mains faites pour l’or          | FR62 (6 Wo.)FR | — | — | — | — | Erstveröffentlichung: 17. März 2021 Naps feat. Jul                                                                                   |
| 2021 | La seleçao Capo dei capi – Vol. II & III         | FR2 Diamant · (74 Wo.)FR | BEW25 Gold · (8 Wo.)BEW | — | — | CH71 (7 Wo.)CH | Erstveröffentlichung: 19. März 2021 Verkäufe: + 343.333; Alonzo feat. Jul & Naps                                                     |
| 2021 | GJS Les Vestiges du Fléau                        | FR41 (6 Wo.)FR | — | — | — | — | Erstveröffentlichung: 4. April 2021 Gims fea. Jul & Sch                                                                              |
| 2021 | Sapapaya Moonlight                               | FR7 Gold · (14 Wo.)FR | — | — | — | — | Erstveröffentlichung: 13. Mai 2021 Verkäufe: + 100.000; L’algerino feat. Sch & Jul                                                   |
| 2021 | Legend Grand Monsieur                            | FR60 (4 Wo.)FR | — | — | — | — | Erstveröffentlichung: 26. November 2021 Rohff feat. Jul                                                                              |
| 2022 | Va bene –                                        | FR52 (4 Wo.)FR | — | — | — | — | Erstveröffentlichung: 31. März 2022 4.4.2, Tayc & Soolking feat. Jul & Naza                                                          |
| 2022 | Papier rose Blow                                 | FR52 (4 Wo.)FR | — | — | — | — | Erstveröffentlichung: 13. April 2022 100 Blaze feat. Jul & Naps                                                                      |
| 2023 | Le fameux Matrixé                                | FR48 (2 Wo.)FR | — | — | — | — | Erstveröffentlichung: 2. Februar 2023 Kofs feat. Jul                                                                                 |
| 2023 | Se grita Reinsertado                             | FR18 Diamant · (34 Wo.)FR | BEW50 (2 Wo.)BEW | DE— bDE | — | CH29 (17 Wo.)CH | Erstveröffentlichung: 16. Juni 2023 Verkäufe: + 468.333; Morad feat. Jul                                                             |
| 2025 | Princessa Bababa World                           | FR97 (3 Wo.)FR | — | — | — | — | Erstveröffentlichung: 6. Juni 2025 Dystinct feat. Jul                                                                                |
| 2025 | Air Force blanche Le nord se souvient: L’Odyssée | FR1 Platin · (… Wo.)FR | BEW12 (… Wo.)BEW | — | — | CH23 (… Wo.)CH | Erstveröffentlichung: 20. Juni 2025 Verkäufe: + 200.000; Gims feat. Jul                                                              |
| Folgende Lieder erschienen nicht als Single, wurden aber durch das Album zum Download und Streaming bereitgestellt und konnten somit eine Platzierung erlangen: |                                                  | | | | | | |
| |                                                  | | | | | | |
| 2014 | Jnouné Paris Oran New York                       | FR176 (1 Wo.)FR | — | — | — | — | Charteinstieg: 26. Juli 2014 DJ Kayz feat. Rim'K, Jul & Dieselle                                                                     |
| 2015 | Dans mes rêves Street réalité                    | FR124 (1 Wo.)FR | — | — | — | — | Charteinstieg: 9. Mai 2015 Kamikaz feat. Jul                                                                                         |
| 2015 | D’or et de platine ShegueyVara 2                 | FR16 Platin · (11 Wo.)FR | — | — | — | — | Charteinstieg: 5. Dezember 2015 Verkäufe: + 200.000; Gradur feat. Jul                                                                |
| 2016 | Ils le savent Avenue de St. Antoine              | FR35 Gold · (3 Wo.)FR | — | — | — | — | Charteinstieg: 28. Mai 2016 Verkäufe: + 100.000; Alonzo feat. Jul                                                                    |
| 2016 | Marseille c’est… L’Everest                       | FR40 Gold · (2 Wo.)FR | — | — | — | — | Charteinstieg: 22. Oktober 2016 Verkäufe: + 100.000; Soprano feat. Jul                                                               |
| 2017 | Je ne comprends pas Oyoki                        | FR43 Gold · (17 Wo.)FR | — | — | — | — | Charteinstieg: 26. Mai 2017 Verkäufe: + 66.667; Kalash Criminel feat. Jul                                                            |
| 2018 | T’es pas la même Confidences                     | FR125 (1 Wo.)FR | — | — | — | — | Charteinstieg: 2. März 2018 YL feat. Jul                                                                                             |
| 2018 | Fruit de la zone Fruit du démon                  | FR90 (3 Wo.)FR | — | — | — | — | Charteinstieg: 23. November 2018 Soolking feat. Jul                                                                                  |
| 2019 | Chasse à l’homme Assa Baing                      | FR52 Gold · (2 Wo.)FR | — | — | — | — | Charteinstieg: 15. März 2019 Verkäufe: + 100.000; Landy feat. Jul                                                                    |
| 2019 | Jusqu’à minuit Destin                            | FR8 Diamant · (14 Wo.)FR | — | — | — | — | Charteinstieg: 29. März 2019 Verkäufe: + 333.333; Ninho feat. Jul                                                                    |
| 2019 | Ne crois pas que c’est drôle Rêves de gosse      | FR71 (2 Wo.)FR | — | — | — | — | Charteinstieg: 12. April 2019 RK feat. Jul                                                                                           |
| 2019 | Sur la moto Stone                                | FR123 Gold · (6 Wo.)FR | — | — | — | — | Charteinstieg: 19. April 2019 Verkäufe: + 100.000; Alonzo feat. Jul                                                                  |
| 2020 | Pirelli MVP                                      | FR9 Platin · (20 Wo.)FR | — | — | — | CH70 (1 Wo.)CH | Charteinstieg: 7. Februar 2020 Verkäufe: + 200.000; Mister V feat. Jul                                                               |
| 2020 | Stop Nos vies                                    | FR54 (3 Wo.)FR | — | — | — | — | Charteinstieg: 21. Februar 2020 Imen Es feat. Jul                                                                                    |
| 2020 | CNLZ Vintage                                     | FR68 (1 Wo.)FR | — | — | — | — | Charteinstieg: 27. März 2020 Soolking feat. Jul & Kliff                                                                              |
| 2020 | 13 balles 13 Organisé                            | FR4 Gold · (8 Wo.)FR | — | — | — | — | Charteinstieg: 16. Oktober 2020 Verkäufe: + 100.000; 13 Organisé feat. Kofs, Moh 100 Blaze, Jul, Naps, Dadinho, A-Deal & Zak & Diego |
| 2020 | Combien 13 Organisé                              | FR6 Gold · (6 Wo.)FR | — | — | — | — | Charteinstieg: 16. Oktober 2020 Verkäufe: + 100.000; 13 Organisé feat. Many, Jul, Solda, Moubarak, Soprano & Elams                   |
| 2020 | Je suis marseille 13 Organisé                    | FR12 Gold · (8 Wo.)FR | — | — | — | — | Charteinstieg: 16. Oktober 2020 Verkäufe: + 100.000; 13 Organisé feat. Akhenaton, Jul, L’Algerino, Alonzo & Shurik                   |
| 2020 | War Zone 13 Organisé                             | FR14 Gold · (6 Wo.)FR | — | — | — | — | Charteinstieg: 16. Oktober 2020 Verkäufe: + 100.000; 13 Organisé feat. Thabiti, Naps, Alonzo, Houari, Jul, As & Zb                   |
| 2020 | Tout a change 13 Organisé                        | FR18 (4 Wo.)FR | — | — | — | — | Charteinstieg: 16. Oktober 2020 13 Organisé feat. Le Rat Luciano, Suprano, Jul, Algerino & Sy                                        |
| 2020 | Partout c’est la même 13 Organisé                | FR20 (3 Wo.)FR | — | — | — | — | Charteinstieg: 16. Oktober 2020 13 Organisé feat. Saf, Jul, As, Elams, Fahar, Friz & Vicenzo                                         |
| 2020 | Miami Vice 13 Organisé                           | FR25 (4 Wo.)FR | — | — | — | — | Charteinstieg: 16. Oktober 2020 13 Organisé feat. Thabiti, Sysa, Drime, Jul, Kamikaz, Zbig & Moubarak                                |
| 2020 | Heat 13 Organisé                                 | FR30 (3 Wo.)FR | — | — | — | — | Charteinstieg: 16. Oktober 2020 13 Organisé feat. Kenny Arkana, Graya, 100 Blaze, Sauzer & Jul                                       |
| 2020 | La nuit 13 Organisé                              | FR36 (2 Wo.)FR | — | — | — | — | Charteinstieg: 16. Oktober 2020 13 Organisé feat. Tonyno, Soso, Maness, Kara, Jul, Jazzy & Jez                                       |
| 2020 | Eric Cantona R.I.P.R.O 4                         | FR13 (4 Wo.)FR | — | — | — | — | Charteinstieg: 23. Oktober 2020 Lacrim feat. Jul                                                                                     |
| 2020 | Dans la zone Selection Naturelle                 | FR19 Platin · (4 Wo.)FR | — | — | — | — | Charteinstieg: 27. November 2020 Verkäufe: + 200.000; Kalash Criminel feat. Jul                                                      |
| 2021 | Léger gui La sans pitax                          | FR62 (2 Wo.)FR | — | — | — | — | Charteinstieg: 9. Januar 2021 Brulux feat. Jul                                                                                       |
| 2021 | Mode akimbo Jvlivs II                            | FR2 Diamant · (35 Wo.)FR | — | — | — | CH29 (2 Wo.)CH | Charteinstieg: 28. März 2021 Verkäufe: + 333.333; Sch feat. Jul                                                                      |
| 2021 | Mek du binks Les mains faites pour l’or          | FR97 (1 Wo.)FR | — | — | — | — | Naps feat. Jul |
| 2021 | Fantôme Jvlivs II                                | FR59 Gold · (3 Wo.)FR | — | — | — | — | Sch feat. Le Rat Luciano & Jul Verkäufe: + 100.000; Bonustrack der physischen Albumfassung                                           |
| 2021 | Je veux Sofiane                                  | FR130 Gold · (6 Wo.)FR | — | — | — | — | Charteinstieg: 12. Juni 2021 Verkäufe: + 100.000; Kamikaz feat. Jul                                                                  |
| 2021 | Puta madre Avec le temps                         | FR13 Gold · (8 Wo.)FR | — | — | — | — | Charteinstieg: 12. Juni 2021 Verkäufe: + 100.000; Soso Madness feat. Jul                                                             |
| 2021 | On va où Moonlight                               | FR101 (1 Wo.)FR | — | — | — | — | Charteinstieg: 19. Juni 2021 L’Algerino feat. Jul                                                                                    |
| 2021 | C’est ma vie Enfant2LaRue Vol. 2                 | FR98 Gold · (1 Wo.)FR | — | — | — | — | Charteinstieg: 10. Juli 2021 Verkäufe: + 100.000; Sasso feat. Jul                                                                    |
| 2021 | Planète Mars 2021 Chasseur d’étoiles             | FR117 (1 Wo.)FR | — | — | — | — | Charteinstieg: 10. September 2021 Soprano feat. Alonzo, Jul & Sch                                                                    |
| 2021 | Avengers Best Life                               | FR12 Gold · (5 Wo.)FR | — | — | — | — | Charteinstieg: 15. Oktober 2021 Verkäufe: + 100.000; Naps feat. Jul, Kalif Hardcore & Sch                                            |
| 2021 | La beu beu Arès                                  | FR18 Gold · (7 Wo.)FR | — | — | — | — | Charteinstieg: 15. Oktober 2021 Verkäufe: + 100.000; Timal feat. Jul                                                                 |
| 2021 | Truc de malade L’étoile noire                    | FR191 Gold · (2 Wo.)FR | — | — | — | — | Charteinstieg: 23. Oktober 2021 Verkäufe: + 100.000; Graya feat. Jul                                                                 |
| 2024 | Faut pas Chambre 140 (Part.3)                    | FR5 Diamant · (75 Wo.)FR | BEW42 Platin · (1 Wo.)BEW | — | — | CH33 (1 Wo.)CH | Verkäufe: + 353.333; PLK feat. Jul                                                                                                   |
| 2024 | Baby Glock Mode opératoire – Volume 1            | FR71 (2 Wo.)FR | — | — | — | — | Zkr feat. Jul |
| 2024 | Dolce Vita Épreuves                              | FR180 (1 Wo.)FR | — | — | — | — | Moubarak feat. Jul |
| 2024 | À quoi tu joues Mec de cité simple               | FR45 (2 Wo.)FR | — | — | — | — | Naps feat. Jul |
| 2024 | Vanillée C’est de la Cali                        | FR91 Gold · (16 Wo.)FR | — | — | — | — | Verkäufe: + 100.000; Houari feat. Jul                                                                                                |
| 2024 | Rolex présidentielle 13 Organisé 2               | FR160 (1 Wo.)FR | — | — | — | — | L’algerino, SAF & TK feat. Jul, Alonzo, Fahar, Gambino & Veazy                                                                       |
| 2024 | Besoin de toi 13 Organisé 2                      | FR187 (1 Wo.)FR | — | — | — | — | Léa Castel, Naps & Houari feat. Alonzo, Jul, Kenza Farah & Moubarak                                                                  |
| 2024 | Birthday Apocalypse                              | FR21 (3 Wo.)FR | — | — | — | — | Gazo feat. Jul |
| 2025 | Zou bisou Mega BBL                               | FR19 Gold · (… Wo.)FR | — | — | — | — | Verkäufe: + 100.000; Theodora feat. Jul                                                                                              |
| 2025 | Tana Insomnia                                    | FR148 (1 Wo.)FR | — | — | — | — | Houari feat. Jul |

## Statistik

### Chartauswertung
|                     | FR     | BEW      | CH     |
| ------------------- | ------ | -------- | ------ |
| Nummer-eins-Alben   | FR17FR | BEW3BEW  | CH—CH  |
| Top-10-Alben        | FR26FR | BEW12BEW | CH10CH |
| Alben in den Charts | FR29FR | BEW23BEW | CH20CH |

|                       | FR      | BEW      | DE    | AT    | CH     |
| --------------------- | ------- | -------- | ----- | ----- | ------ |
| Nummer-eins-Singles   | FR4FR   | BEW—BEW  | DE—DE | AT—AT | CH—CH  |
| Top-10-Singles        | FR52FR  | BEW1BEW  | DE—DE | AT—AT | CH1CH  |
| Singles in den Charts | FR641FR | BEW18BEW | DE1DE | AT1AT | CH23CH |

### Auszeichnungen für Musikverkäufe
| Goldene Schallplatte - Frankreich - 2017: für das Lied Cousine - 2018: für das Lied Fusiller - 2023: für das Lied Oubliez-moi - 2023: für das Lied Je me promène - 2024: für das Lied Jack Miel - 2024: für das Lied Ce que je vois - 2025: für das Lied Par là - 2025: für das Lied Elle veut - Griechenland - 2024: für die Single Se grita - Italien - 2023: für die Single Moulaga - 2023: für die Single Se grita - Niederlande - 2025: für die Single Se grita - Spanien - 2024: für das Lied La street - 2024: für das Lied Europa | Platin-Schallplatte - Italien - 2023: für das Lied La Bellavita - Spanien - 2024: für die Single Se grita |

Anmerkung: Auszeichnungen in Ländern aus den Charttabellen bzw. Chartboxen sind in ebendiesen zu finden.
| Land/RegionAuszeichnungen für Musikverkäufe (Land/Region, Auszeichnungen, Verkäufe, Quellen) | Gold         | Platin       | Diamant       | Verkäufe   | Quellen             |
| -------------------------------------------------------------------------------------------- | ------------ | ------------ | ------------- | ---------- | ------------------- |
| Belgien (BRMA)                                                                               | 3× Gold3     | 4× Platin4   | —             | 115.000    | ultratop.be         |
| Frankreich (SNEP)                                                                            | 125× Gold125 | 89× Platin89 | 44× Diamant44 | 39.216.656 | snepmusique.com     |
| Griechenland (IFPI)                                                                          | Gold1        | —            | —             | 10.000     | Einzelnachweise     |
| Italien (FIMI)                                                                               | 2× Gold2     | Platin1      | —             | 200.000    | fimi.it             |
| Niederlande (NVPI)                                                                           | Gold1        | —            | —             | 45.000     | nvpi.nl             |
| Spanien (Promusicae)                                                                         | 2× Gold2     | Platin1      | —             | 120.000    | elportaldemusica.es |
| Insgesamt                                                                                    | 134× Gold134 | 95× Platin95 | 44× Diamant44 |            |                     |